# Едвардс (плато)
Плато Едвардс — розчленоване вапнякове плато, розташоване на перетині Центрального, Південного та Західного Техасу в США. Цей географічний регіон отримав назву на честь техаського колоніста Гейдена Едвардса. Всесвітній фонд дикої природи виділяє плато Едвардс у окремий неарктичний екорегіон помірних луків, саван і чагарників — Савани Едвардського плато (ідентифікатор WWF: NA0806). Агенція з охорони довкілля США також визначає плато Едвардс як окремий екорегіон.

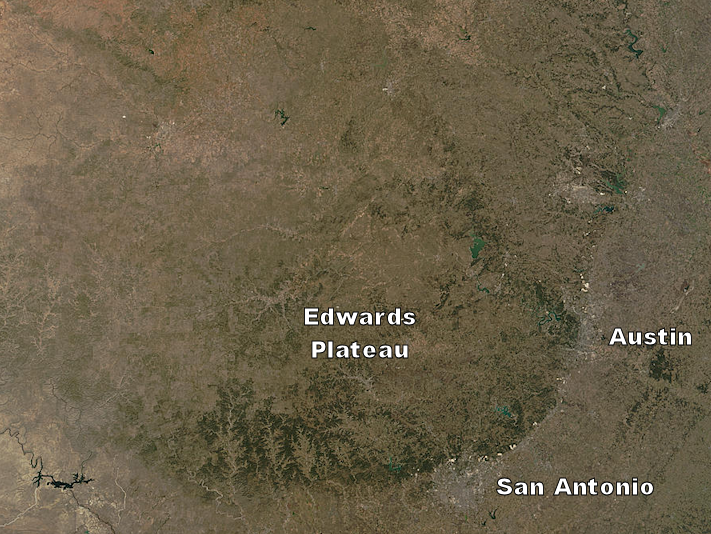
Вид на плато Едвардс з космосу

## Географія
На півдні та сході плато Едвардс обмежене розломом Балконес, на півночі — підняттям Льяно, за яким простягається плоскогір'я Льяно-Естакадо, а на заході — річкою Пекос та пустелею Чіуауа. Міста Сан-Анджело, Остін, Сан-Антоніо та Дель-Ріо приблизно окреслюють територію цього регіону.
Основу плато Едвардс складають крейдові вапняки та доломіти. Внаслідок тривалої ерозії серед вапнякових скель утворилися численні печери, лійки та інші карстові форми рельєфу. Південно-східна частина плато, яку легко відділити від навколишніх регіонів завдяки чітким лініям розлому, є особливо розчленованою. Ця частина регіону відома як Техаський гористий край. Висота Едвардського плато коливається від 152 м над рівнем моря в долинах річок на сході до 853 м над рівнем моря на західних пагорбах. Середня висота плато становить приблизно 500 м над рівнем моря.
Регіон перетинають кілька річок, які переважно течуть на південь та схід через Техаський гористий край в напрямку Мексиканської затоки. Тут також трапляються джерела, однак загалом регіон є бідний на поверхневі водні ресурси, за винятком штучних водойм. Через карстовий рельєф та підземний дренаж водні потоки на плато Едвардс є відносно чистими та прохолодними за температурою порівняно з навколишніми територіями. На східній окраїні плато розташований водоносний горизонт Едвардс, який є джерелом питної води для двох мільйонів людей.
На плато Едвардс переважають вапнякові глинисті ґрунти та суглинки. Глибоких ґрунтів, придатних для землеробства, регіону бракує, однак родючі моллісолі дозволяють вирощувати бавовник, сорго та овес. Більша частина регіону використовується для випасу великої рогатої худоби, овець та кіз (ангорських та м'ясних порід).

### Округи Едвардського плато
За даними Департаменту парків і дикої природи Техасу, усі або деякі з цих 41 округу входять до географічного регіону Едвардського плато:
| - Боскі - Бандера - Белл - Бланко - Бернет - Коук | - Комал - Команчі - Кончо - Кор'єлл - Крокетт - Едвардс | - Ерат - Гіллеспі - Гамільтон - Гейс - Гуд - Іріон | - Кендалл - Керр - Кімбл - Лемпасас - Ллано - Мейсон | - Маккалох - Макленнан - Менард - Міллс - Пало-Пінто - Рейган | - Реал - Сан-Саба - Шлайхер - Сомервелл - Стерлінг - Саттон | - Том-Грін - Тревіс - Аптон - Вал-Верде - Вільямсон |

Техаська рада розвитку водних ресурсів, урядове агентство штату, визначає ще 16 округів, які повністю або частково знаходяться в районі плато Едвардс:
| - Ендрюс - Ектор | - Гласскок - Говард | - Джефф-Девіс - Лавінг | - Мартін - Мітчелл | - Нолан - Пекос | - Ривс - Раннелс | - Тейлор - Ювалде | - Ворд - Вінклер |

## Клімат
На більшій частині екорегіону переважає вологий субтропічний клімат (Cfa за класифікацією кліматів Кеппена), який характеризується спекотним літом та м'якою зимою, а на заході — напівпустельний клімат (BSk або BSh за класифікацією кліматів Кеппена). Середня температура в регіоні становить 18-25 °C. Взимку температура рідко опускається нижче 0 °C. Середньорічна кількість опадів коливається від 330 мм на північному заході до 860 мм на південному сході.

## Флора

Техаські вічнозелені дуби (Quercus fusiformis) на ранчо в околицях Бернета

Рослинний покрив екорегіону представлений ялівцево-дубовими саванами або мозаїкою ялівцево-дубових рідколісь та луків. Історично ці савани підтримувалися регулярними посухами та пожежами.
Домінуючими деревами в регіоні є техаські вічнозелені дуби (Quercus fusiformis), яловці Еша (Juniperus ashei) та техаські червоні дуби (Quercus buckleyi), а також зірчасті дуби (Quercus stellata) у деяких районах. Серед поширених в екорегіоні чагарників слід відзначити техаську хурму (Diospyros texana), барбарис-агаріту (Berberis trifoliolata) та техаський гірський лавр (Dermatophyllum secundiflorum), а серед трав — мітлистий бородачник (Schizachyrium scoparium), короткоповислу граму (Bouteloua curtipendula), високий бородачник (Andropogon gerardi) та пониклий сорговник (Sorghastrum nutans).
На більш сухих луках на заході екорегіону зростає бізонова трава (Bouteloua dactyloides), блакитна грама (Bouteloua gracilis), тобоса (Hilaria mutica), різні види арістід (Aristida spp.) та кучерявих мескітів (Hilaria spp.). Також на заході регіону разом із яловцями Еша (Juniperus ashei) зустрічаються червоноягідні яловці (Juniperus pinchotii), які замінюють їх на краю плато. У рідколіссях, що ростуть у більш вологих каньйонах, зростають товстолисті в'язи (Ulmus crassifolia), техаські червоні дуби (Quercus buckleyi), техаські пізні черемхи (Prunus serotina subsp. eximia), аризонські горіхи (Juglans major), техаські ясени (Fraxinus albicans) та сітчасті каркаси (Celtis reticulata). У заплавах річок та поблизу джерел зростають гікорі-пекани (Carya illinoinensis) та болотяні кипариси (Taxodium distichum).
Плато Едвардс є важливим центром рослинного ендемізму. Тут зустрічається близько 60 ендемічних та більше десятка майже ендемічних видів рослин. Серед ендеміків екорегіону слід відзначити техаський кротон (Croton alabamensis var. texensis), велику червону шавлію (Salvia pentstemonoides), каньйоновий гримучниковий корінь (Nabalus carrii), великонасінну жеруху (Cardamine macrocarpa), приквітковий вигнутоцвіт (Streptanthus bracteatus), каньйоновий садовий жасмин (Philadelphus texensis var. ernestii), техаський стиракс (Styrax platanifolius ssp. texanus), техаський кораловий корінь (Hexalectris warnockii), бородоязичник Геллера (Penstemon triflorus) та короткогачковий твердокактус (Sclerocactus brevihamatus). Розлом Балконес, який проходить уздовж південного та східного краю плато, є межею поширення низки видів рослин.

## Фауна

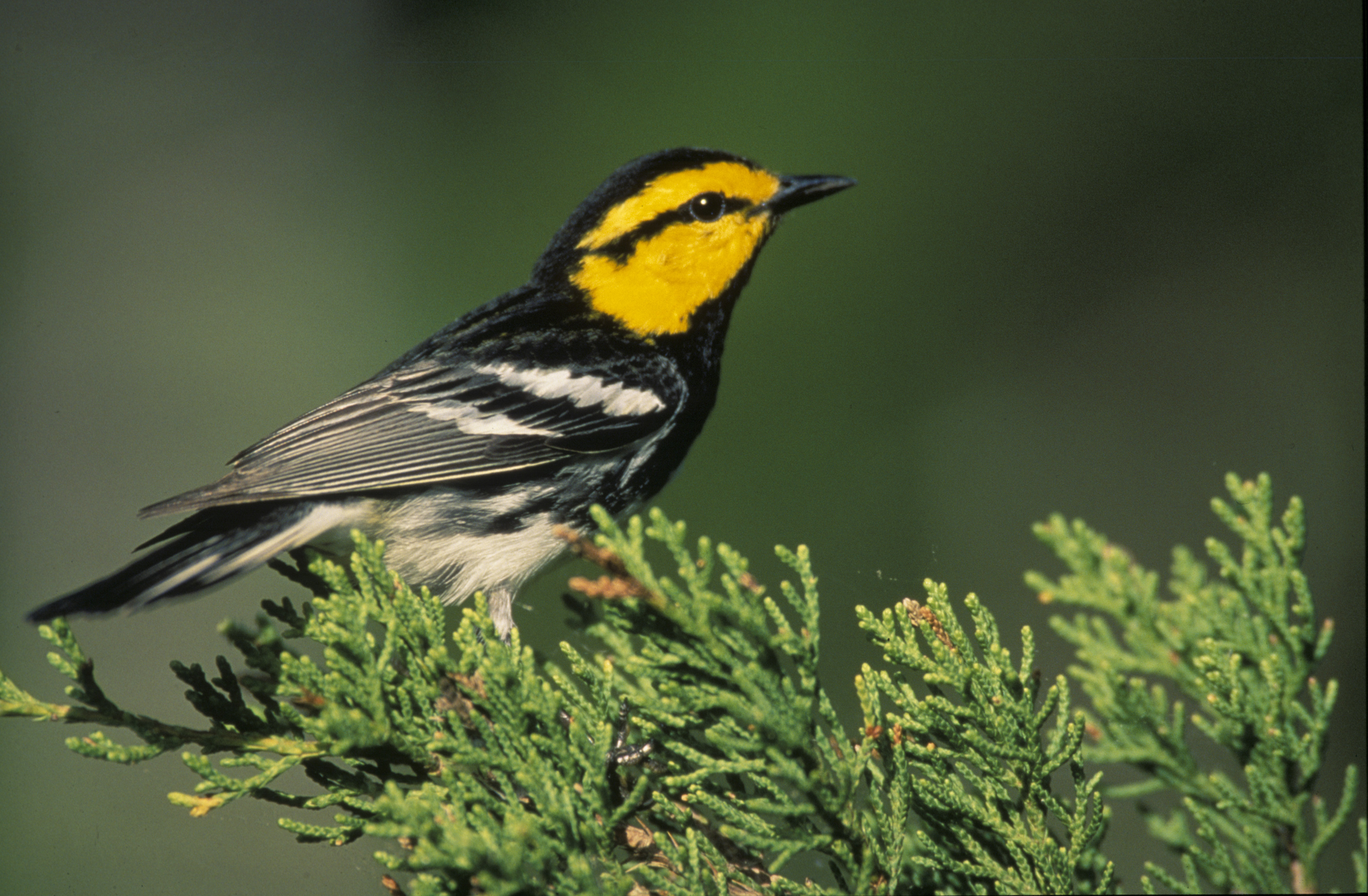
Золотощокий пісняри-лісовик (Setophaga chrysoparia) є ендеміком екорегіону

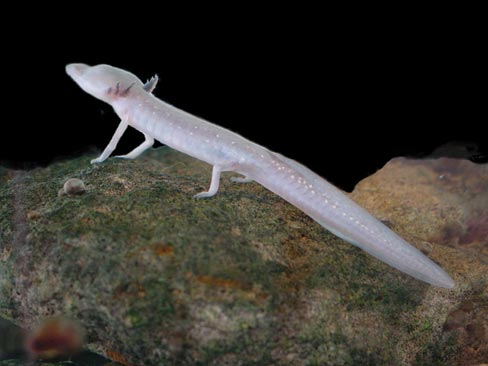
Техаська сліпа саламандра (Eurycea rathbuni) є ендеміком екорегіону

В межах екорегіону зустрічається 64 види ссавців та понад 190 видів птахів. Серед поширених в екорегіоні ссавців слід відзначити білохвостого оленя (Odocoileus virginianus), ошийникового пекарі (Dicotyles tajacu), койота (Canis latrans), звичайну лисицю (Vulpes vulpes), сіру лисицю (Urocyon cinereoargenteus), руду рись (Lynx rufus), довгохвосту ласицю (Neogale frenata), смугастого скунса (Mephitis mephitis), західного плямистого скунса (Spilogale gracilis),  американського свинорилого скунса (Conepatus leuconotus), звичайного ракуна (Procyon lotor), північноамериканську котофредку (Bassariscus astutus), американського борсука (Taxidea taxus), великовухого зайця (Lepus californicus), пустельного кролика (Sylvilagus audubonii), флоридського кролика (Sylvilagus floridanus), дев'ятипоясного броненосця (Dasypus novemcinctus), віргінського опосума (Didelphis virginiana) та пустельну сіру бурозубку (Notiosorex crawfordi).
Серед гризунів, що зустрічаються в екорегіоні, слід відзначити лисячу вивірку (Sciurus niger), канадського голкошерста (Erethizon dorsatum), чорнохвосту лучну собачку (Cynomys ludovicianus), ріо-грандського ховраха (Ictidomys parvidens), скельного ховраха (Otospermophilus variegatus), щетинистого бавовняного хом'яка (Sigmodon hispidus), білозубого лісового хом'яка (Neotoma leucodon), щетинясту хом'якомишку (Chaetodipus hispidus), білочереву коникоїдку (Onychomys leucogaster), рудувату врожайницю (Reithrodontomys fulvescens), прерієву врожайницю (Reithrodontomys montanus), торбомишу Мерріама (Perognathus merriami), північну байомишку (Baiomys taylori), білоногу мишу (Peromyscus leucopus), пекторалову мишу (Peromyscus pectoralis), майже ендемічну техаську мишу (Peromyscus attwateri) та ендемічного техаського гофера (Geomys texensis).
На плато Едвардс мешкають одні з найбільших у світу колоній кажанів. Майже 20 мільйонів мексиканських молосиків (Tadarida brasiliensis) живуть в печері Бракен неподалік Сан-Антоніо, а міст Конгрес-Авеню в Остіні є літнім домом для понад півмільйона цих кажанів (зимують вони в Мексиці) і є найбільшою міською колонією кажанів у світі. Рівнинні бізони (Bison bison bison), вилороги (Antilocapra americana), барибали (Ursus americanus), техаські вовки (Canis lupus monstrabilis), північноамериканські пуми (Puma concolor couguar), ягуари (Panthera onca) та чорноногі тхори (Mustela nigripes) були винищені в екорегіоні.
Серед поширених в екорегіоні птахів слід відзначити віргінську перепелицю (Colinus virginianus), великого індика (Meleagris gallopavo), північну зенаїду (Zenaida macroura), мексиканську горличку-інку (Columbina inca), каліфорнійську таязуру-подорожника (Geococcyx californianus), чорноголового яструба (Accipiter cooperii), рудоплечого канюка (Buteo lineatus), американського боривітра (Falco sparverius), червоноголову катарту (Cathartes aura), урубу (Coragyps atratus), віргінського пугача (Bubo virginianus), техаського дятла (Dryobates scalaris), фіолетовогорлого колібрі (Archilochus alexandri), мексиканського тирана (Tyrannus forficatus), мандрівного дрозда (Turdus migratorius), багатоголосого пересмішника (Mimus polyglottos), чорночубу синицю (Baeolophus atricristatus), потюка (Chondestes grammacus), польову вівсянку (Pooecetes gramineus), білоброву карнатку (Spizella passerina), саванову вівсянку (Passerculus sandwichensis), східного шпаркоса (Sturnella magna), великохвостого гракла (Quiscalus mexicanus), червоного кардинала (Cardinalis cardinalis), райдужну скригнатку (Passerina ciris) та майже ендемічного чорноголового віреона (Vireo atricapilla). Ендеміками екорегіону є золотощокі пісняри-лісовики (Setophaga chrysoparia), які гніздяться лише у зрілих дубово-ялівцевих саванах Едвардського плато, а зимують у Мексиці та Центральній Америці.
Серед поширених в екорегіоні амфібій слід відзначити затокову ропуху (Incilius nebulifer), ріо-грандську леопардову жабу (Lithobates berlandieri), райку-цвіркуна Бланшара (Acris blanchardi) та західну вузькороту райку (Gastrophryne olivacea), а серед плазунів — червоновуху черепаху (Trachemys scripta elegans), техаську прикрашену черепаху (Pseudemys texana), техаську колючу ігуану (Sceloporus olivaceus), колючу тріщинну ігуану (Sceloporus poinsettii), техаського плямистого батогохвоста (Aspidoscelis gularis), велику безвуху ящірку (Cophosaurus texanus), плямистохвосту безвуху ящірку (Holbrookia lacerata), плоскочеревого вужа (Nerodia erythrogaster), ендемічного кончоського вужа (Nerodia paucimaculata), щурячого полоза (Pantherophis obsoletus), плямисту королівську змію (Lampropeltis holbrooki) та техаського гримучника (Crotalus atrox).
Карстові особливості цього екорегіону пояснюють його надзвичайне біорізноманіття. Окрім мільйонів кажанів, у вапнякових печерах і джерелах Едвардського плато живуть також численні ендемічні безхребетні, а також п'ять видів ендемічних саламандр — техаська сліпа саламандра (Eurycea rathbuni), комальська сліпа саламандра (Eurycea tridentifera), бланкська сліпа саламандра (Eurycea robusta), сан-маркоська саламандра (Eurycea nana) та беарська саламандра (Eurycea neotenes). Також ендеміками екорегіону є два види печерних риб — широкоротий сліпий сом (Satan eurystomus) і беззубий сліпий сом (Trogloglanis pattersoni) — та тринадцять видів риб, пов'язаних з джерелами. Загалом в екорегіоні виявлено близько 100 ендемічних видів та підвидів водних тварин. Велика кількість ендемічних печерних видів безхребетних сприяють кваліфікації екорегіону як гарячої точки біорізноманіття для видів, що мешкають у печерах.

## Екорегіони IV рівня
У схемі екорегіонів Агенції з охорони довкілля США екорегіон саван Едвардського плато відомий як екорегіон III рівня «Плато Едвардс». У межах цього екорегіону виділяють чотири екорегіони рівня IV: рідколісся Едвардського плато, підняття Ллано, каньйони Балконесу та напівпустелі Едвардського плато.

### Рідколісся Едвардського плато (30a)

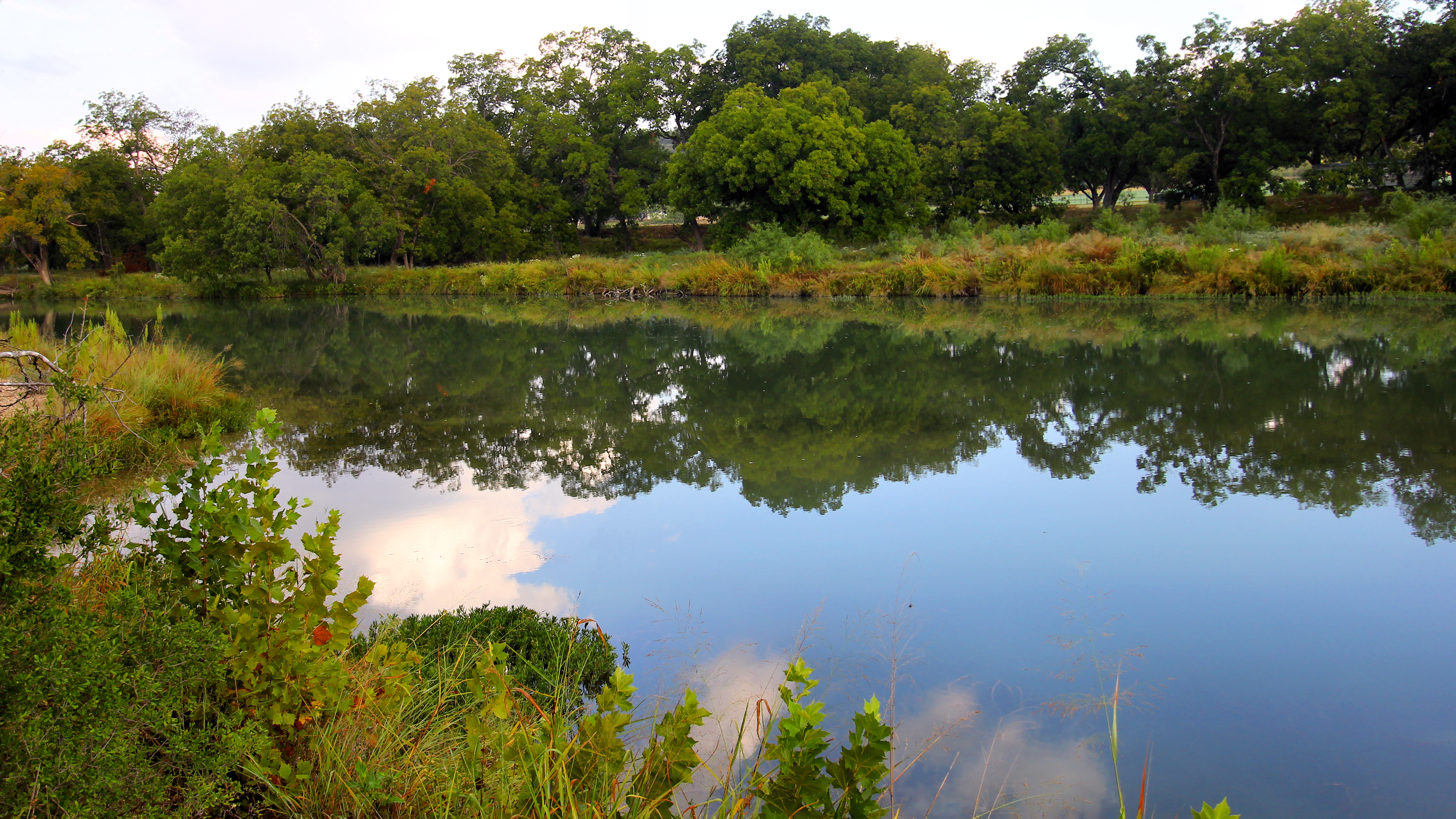
Річка Південна Ллано

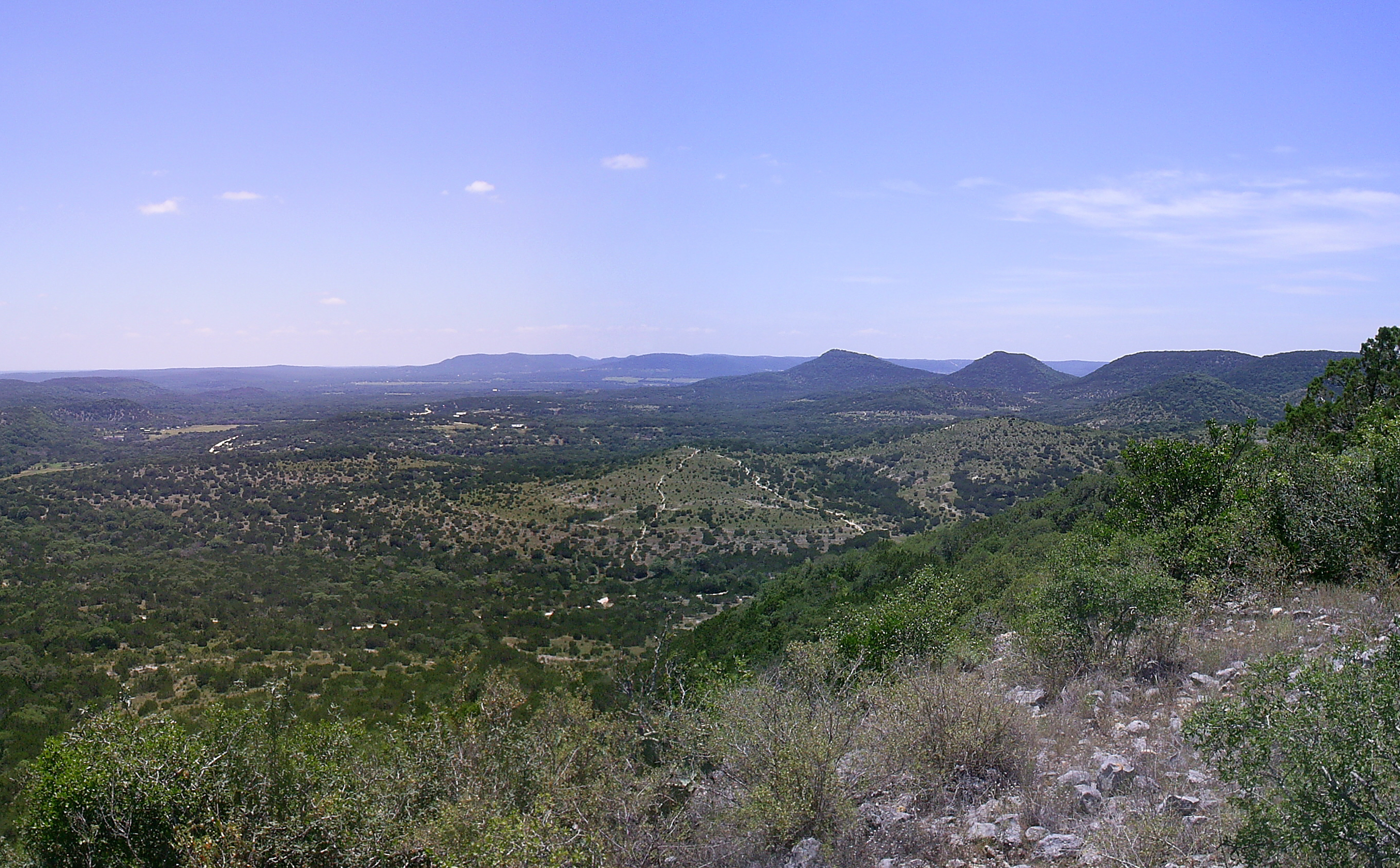
Ландшафт Техаської гірської країни

Екорегіон рідколісь Едвардського плато охоплює центральну частину плато Едвардс, основу якої складають пласкі шари вапняку, що утворилися в крейдовому періоді, близько 100 мільйонів років тому, коли на місці Центрального Техасу було мілководне море. Ландшафт центральної частини Едвардського плато характеризується пагорбами, які перемежовуються широкими пласкими долинами, на відміну від більш розчленованого регіону Балконес (30c) на півдні та сході, де край піднятого вапнякового щита піддався сильній ерозії. Округлий профіль пагорбів в регіоні 30а є результатом хімічного вивітрювання вапнякового субстрату внаслідок опадів та ерозії, яку здійснювали водні потоки. Клімат центральної частини плато Едвардс схильний до періодичних посух та сухих західних вітрів, однак з Мексиканської затоки до регіону регулярно надходять вологі повітряні маси. Таким чином, центральна частина плато Едвардс отримує достатньо опадів, щоб підтримувати дубову савану, тоді як західна частина плато (30d) занадто суха, щоб там могли рости дерева.
Східна та південна межа 30a та перехід до каньйонів Балконесу (30c) визначається сильно розчленованим рельєфом та появою відслонень вапняків формації Глен-Роуз. Фізико-географічно північна межа позначена помітним зниженням висоти на краю плато Едвардс, геологічно — шляхом зміни ранньокрейдових вапняків групи Едвардс на пісковики, сланці, пізньокрейдові вапняки та мергелі; а вегетаційно — шляхом переходу від дубово-мескітово-ялівцевих саван до дубових саван Кросс-Тімберсу (29), що входять до екорегіону перехідних лісостепів Центральних Сполучених Штатів та до мішаних прерій Центральних Великих рівнин (27), що входять до екорегіону центральних та південних мішаних прерій. Зміна клімату від субтропічного до напівпустельного позначає західну межу між рідколіссями Едвардського плато (30a) та напівпустелями Едвардського плато (30d), де техаські вічнозелені дуби, яловці та мескіти набувають чагарникової форми росту.
Ерозія вапнякової основи плато Едвардс призвела до формування численних карстових воронок, підземних тріщин та печер, які заповнюються підземними водами, утворюючи водоносний горизонт Едвардс-Трініті. Річки, що протікають через центральну частину плато, зокрема Сан-Саба, Ллано та Педерналес, прозорі та прохолодні, за винятком середини літа, коли температура води може перевищувати 27 °C. У цих річках живуть канальні соми (Ictalurus punctatus), гуадалупські окуні (Micropterus treculii), великороті окуні (Micropterus salmoides) та сонячні окуні (Lepomis).
Історично рослинний покрив центральної частини плато Едвардс був представлений саванами, по яким були розкидані гаї техаських вічнозелених дубів (Quercus fusiformis), техаських червоних дубів (Quercus buckleyi) та яловців Еша (Juniperus ashei). Часті пожежі, спричинені ударом блискавки або навмисними підпалами, які здійснювали індіанські мисливці, обмежували ріст дерев та допомагали підтримувати відкриті луки. Верхня частина дуба, яка підіймалася над землею, згорала, однак з кореня виростали нові стовбури, які утворювали густі гаї. Діброви забезпечували тінь, у якій росли чагарники яловцю, техаської хурми (Diospyros texana) та барбарису-агаріти (Berberis trifoliolata). Гаї перемежовувалися луками або мішаними преріями, на яких переважали високі або низькі види трав, залежно від місцевого типу ґрунту, наявності вологи та тиску випасу. Колись у преріях в центральній частині Едвардського плато переважали такі трави, як мітлистий бородачник (Schizachyrium scoparium), пониклий сорговник (Sorghastrum nutans), короткоповисла грама (Bouteloua curtipendula), техаська пухнатка (Eriochloa sericea), однак внаслідок інтенсивного випасу худоби вони стали більш рідкісними та були значною мірою замінені на пасовищах такими видами, як кучерявий мескіт (Hilaria belangeri) та техаська ковила (Nassella leucotricha). На територія з надмірним випасом зустрічаються такі види, як блакитна грама (Bouteloua gracilis), бізонова трава (Bouteloua dactyloides) та тобоса (Hilaria mutica), які більш типові для посушливих регіонів на заході. Навесні ландшафт регіону прикрашають польові квіти техаського люпина (Lupinus texensis), літньої полум'янки (Gaillardia aestivalis), низинних дівочих очків (Coreopsis basalis) та пальчастої макової мальви (Callirhoe digitata).
З моменту колонізації регіону багато диких тварин, які колись зустрічалися на плато Едвардс, зокрема руді вовки (Canis rufus), техаські сірі вовки (Canis lupus monstrabilis), барибали (Ursus americanus), пуми (Puma concolor) та чорноногі тхори (Mustela nigripes), вимерли в регіоні внаслідок років полювання на них, відлову та отруєння, однак інші види адаптувалися. Американські борсуки (Taxidea taxus), які колись полювали переважно на лугових собачок, розширили свій ареал на схід, переключившись на більш доступних ховрахів та хом'яків. Канадські голкошерсти (Erethizon dorsatum) в регіоні також є більш поширеними, ніж століття тому, ймовірно, через розширення лісів, а після того, як використання отрут у регіоні було зменшено, сюди повернулись койоти (Canis latrans).
Як і в інших вапнякових екорегіонах Техасу (29d, 29e, 27j), більша частина території екорегіону 30a використовується для випасу худоби, оскільки більшість ґрунтів за межами алювіальних долин кам'янисті та неглибокі, а гірські породи тут часто виходять на поверхню. В річкових долинах та на ділянках з більш глибокими ґрунтами вирощують сіно та сорго, але високі літні температури, високе випаровування та недостатня кількість води для зрошення обмежують вирощування сільськогосподарських культур. Окрім великої рогатої худоби, плато Едвардс також є центром розведення овець та кіз. Кози особливо підходять для територій із стрімкими схилами, еродованими ґрунтами або бідними кормами, як-от Балконес (30c) та напівпустелі західної частини плато Едвардс (30d); однак, оскільки більшість ранчо у центральній частині плато Едвардс (30a) розташовані на околицях міських центрів, м'ясні породи кіз активно вирощують й тут на невеликих площах.

### Підняття Ллано (30b)

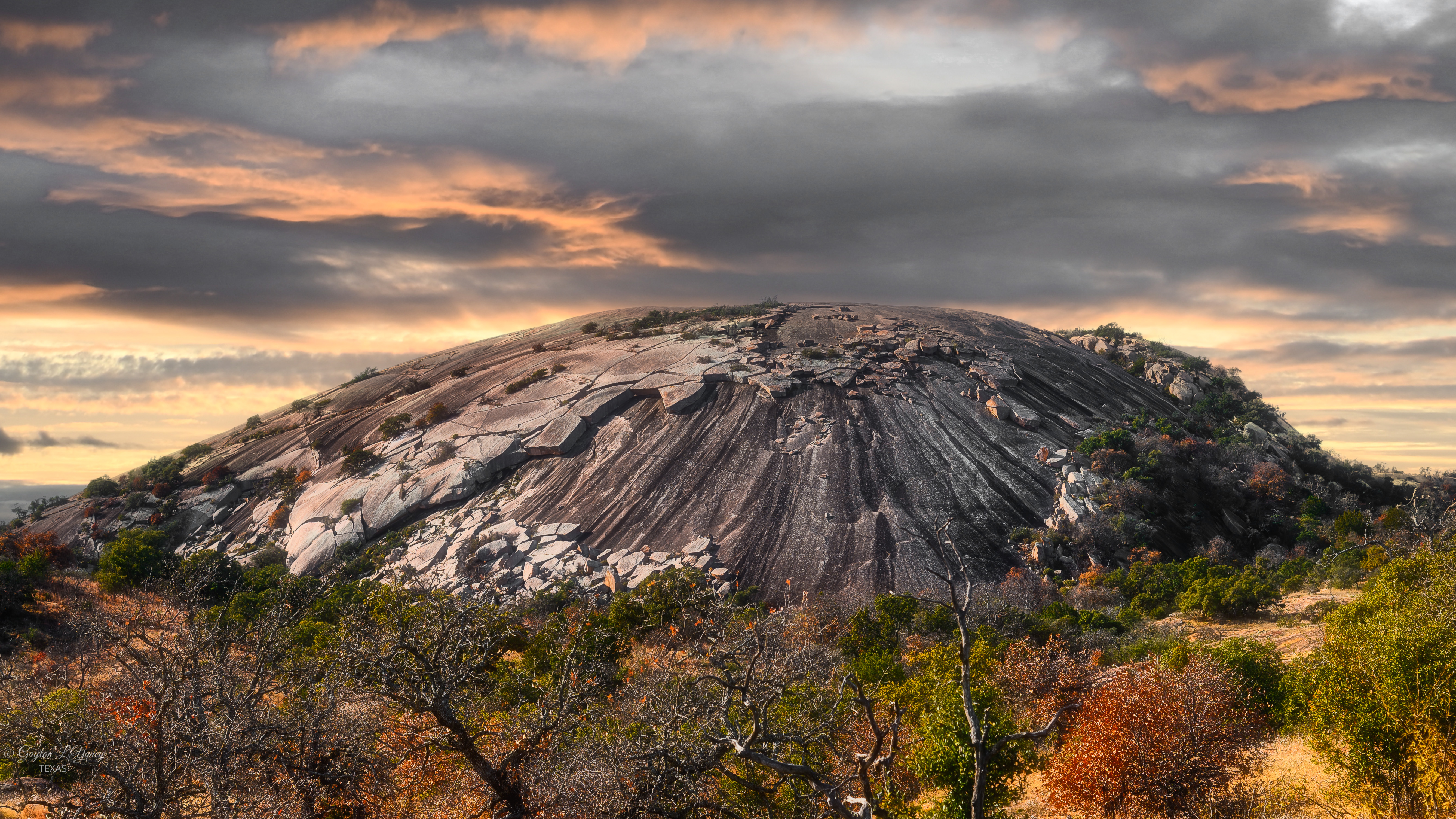
Зачарована скеля

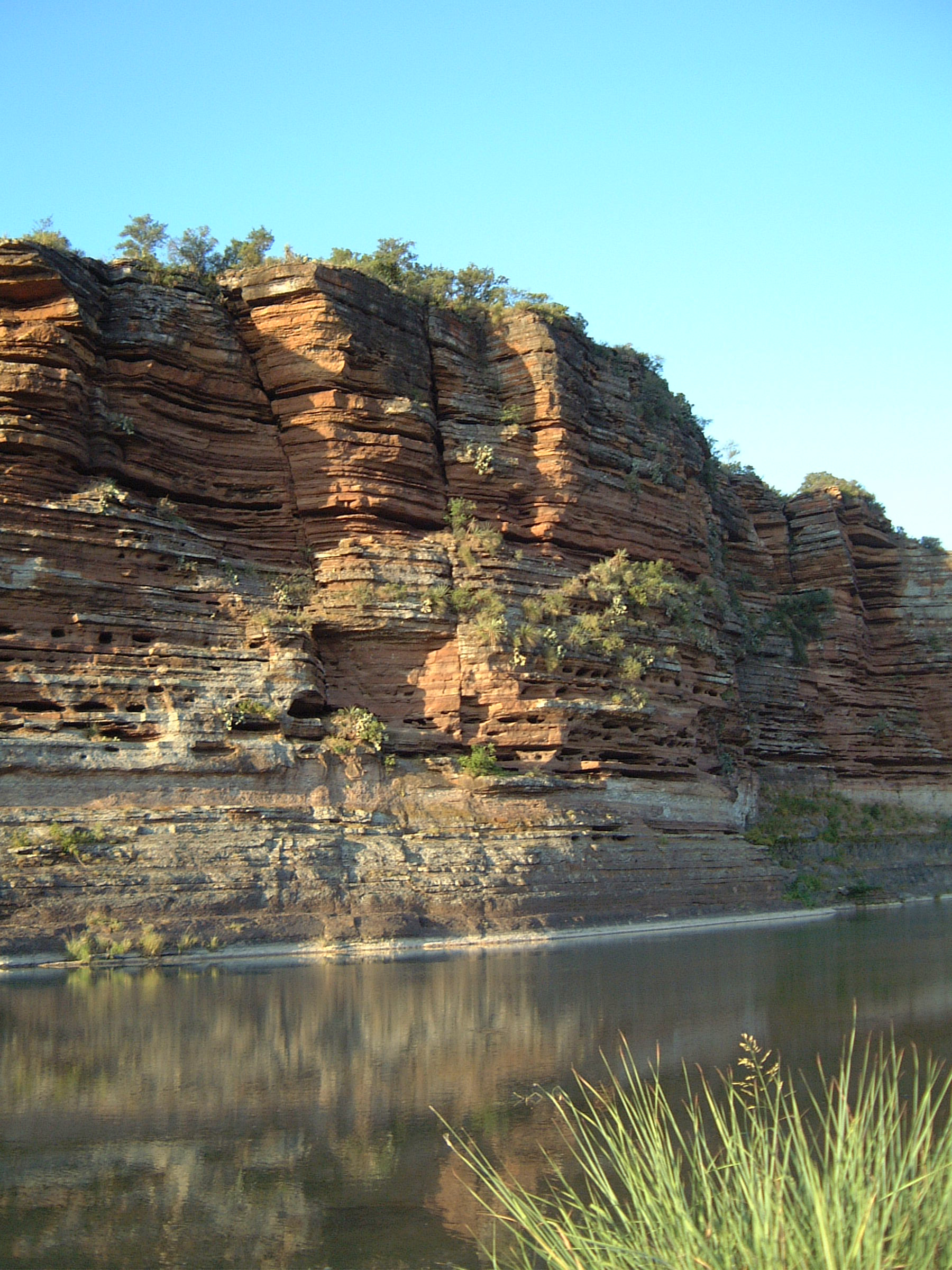
Берег річки Ллано в окрузі Мейсон

Підняття Ллано насправді є западиною; у деяких районах вона лежить на 300 м нижче навколишніх крейдових та палеозойських вапнякових уступів 30а. Регіон має своєрідну геологію та ґрунти, які впливають на його рослинний покрив, а також на якість води. Він отримав свою назву від масиву магми, що піднялася вгору та затверділа, перетворившись на граніт. Згодом граніт оголився, коли вапняки, що лежали вище, були знищені ерозією. Докембрійські гранітні інтрузії, оточені матрицею метаморфічних кварців, польових шпатів, гнейсів та сланців, є одними з найдавніших порід у Техасі, яким понад один мільярд років. Найбільший гранітний купол, відомий як Енчантед-Рок або Зачарована скеля, підіймається на 130 метрів над навколишніми рівнинами.
Між відслоненнями рожевого граніту та гнейсу лежать пласкі або пологі рівнини. Тут переважають неглибокі, червонувато-бурі кам'янисті супіски (інцептісолі). В долинах поширені більш глибокі піщані супіски (альфісолі), більш кислі, порівняно з лужними ґрунтами рідколісь Едвардського плато (30a), які оточують підняття Ллано (30b). Рослинний покрив підняття Ллано представлений саванами та рідколіссями, які містять елементи як екорегіону 30а, так і регіону Кросс-Тімберс (29b і 29c), розташованого північніше. Основу цих рідколісь складають техаські вічнозелені дуби (Quercus fusiformis), зірчасті дуби (Quercus stellata), мерілендські дуби (Quercus marilandica), товстолисті в'язи (Ulmus crassifolia) та, меншою мірою, чорні гікорі (Carya texana), а на трав'янистих ділянках між ними домінують чагарники медових мескітів (Prosopis glandulosa). Яловці Еша (Juniperus ashei) та техаські червоні дуби (Quercus buckleyi), характерні для більшої частини Едвардського плато, як правило, відсутні у гранітних областях підняття Ллано; їх можна знайти на схилах вапнякового уступу, що оточує западину, або на вапнякових вкрапленнях всередині нього. На сухих, відкритих ділянках підняття Ллано зростають чагарники колючоплідної мімози (Mimosa aculeaticarpa) та мильні юки (Yucca elata), типові для пустель Західного Техасу. Серед поширених в регіоні трав слід відзначити мітлистий бородачник (Schizachyrium scoparium), прутяне просо (Panicum virgatum), пониклий сорговник (Sorghastrum nutans), піщаний густяник (Eragrostis trichodes) та сріблястий бородач (Bothriochloa laguroides). На луках, що піддаються інтенсивному випасу, зростають чагарники медових мескітів (Prosopis glandulosa), техаські опунції (Opuntia lindheimeri), пурпурова арістіда (Aristida purpurea), техаський люпин (Lupinus texensis) та низькорослі трави, більш типові для посушливих екорегіонів. У тріщинах між гранітними валунами та відслоненнями, на тонкому ґрунті, зустрічаються локалізовані та незвичайні рослинні угруповання, що містять лучні нитинки (Selaginella apoda), жовтий очиток (Sedum nuttallii), різні види пеллей (Pellaea spp.) та молодильників (Isoetes spp.), а у сезонних ефемерних водоймах, що навесні наповнюються водою, — різні види пухирників (Utricularia spp.).
Оскільки грубі кам'янисті ґрунти підняття Ллано не були інтенсивно розорані, тут зустрічається багато диких тварин, як місцевих, так і екозотичних. Тут мешкають білохвості олені (Odocoileus virginianus), великі індики (Meleagris gallopavo intermedia) та північні зенаїди (Zenaida macroura), які є об'єктами полювання, а також дев'ятипоясні броненосці (Dasypus novemcinctus), американські борсуки (Taxidea taxus), північноамериканські котофредки (Bassariscus astutus) та ендемічні техаські гофери (Geomys texensis), які риють нори у піщаних суглинах долин. Через регіон із заходу на схід протікає річка Ллано. Перш ніж вона впадає у водосховище Ліндона Джонсона, річка звивається між гранітними валунами, утворюючи кілька рукавів та піщаних мілин. По берегах Ллано ростуть в'язи (Ulmus spp.), верби (Salix spp.), західні платани (Platanus occidentalis) та чужорідні тамарикси (Tamarix spp.). У воді цієї річки живуть гуадалупські окуні (Micropterus treculii), великороті окуні (Micropterus salmoides), канальні соми (Ictalurus punctatus) та техаські цихліди (Herichthys cyanoguttatus), які віддають перевагу чистій воді.
До того, як європейські поселенці прибули в басейн Ллано в середині XIX століття, ця територія була домом для індіанців тонкава, апачів та команчів. Раніше, у середині XVIII століття, команчі відбили наступ іспанських колоністів, але на початку 1870-х команчі були витіснені Кавалерією США до Індіанської території (сучасної Оклахоми). Захоплені землі були заселені колоністами німецького походження. Від тих часів і до сьогодні основою економіки регіону є скотарство та полювання на приватних ранчо. На деяких фермах вирощується трохи пшениці, сорго та персиків. Протягом багатьох років в регіоні Ллано відбувалося видобування золота, тальку, графіту, граніту та залізної руди, але видобування жодних корисних копалин в регіоні, за винятком граніту для будівельних матеріалів, не є економічно рентабельним.

### Каньйони Балконесу (30c)

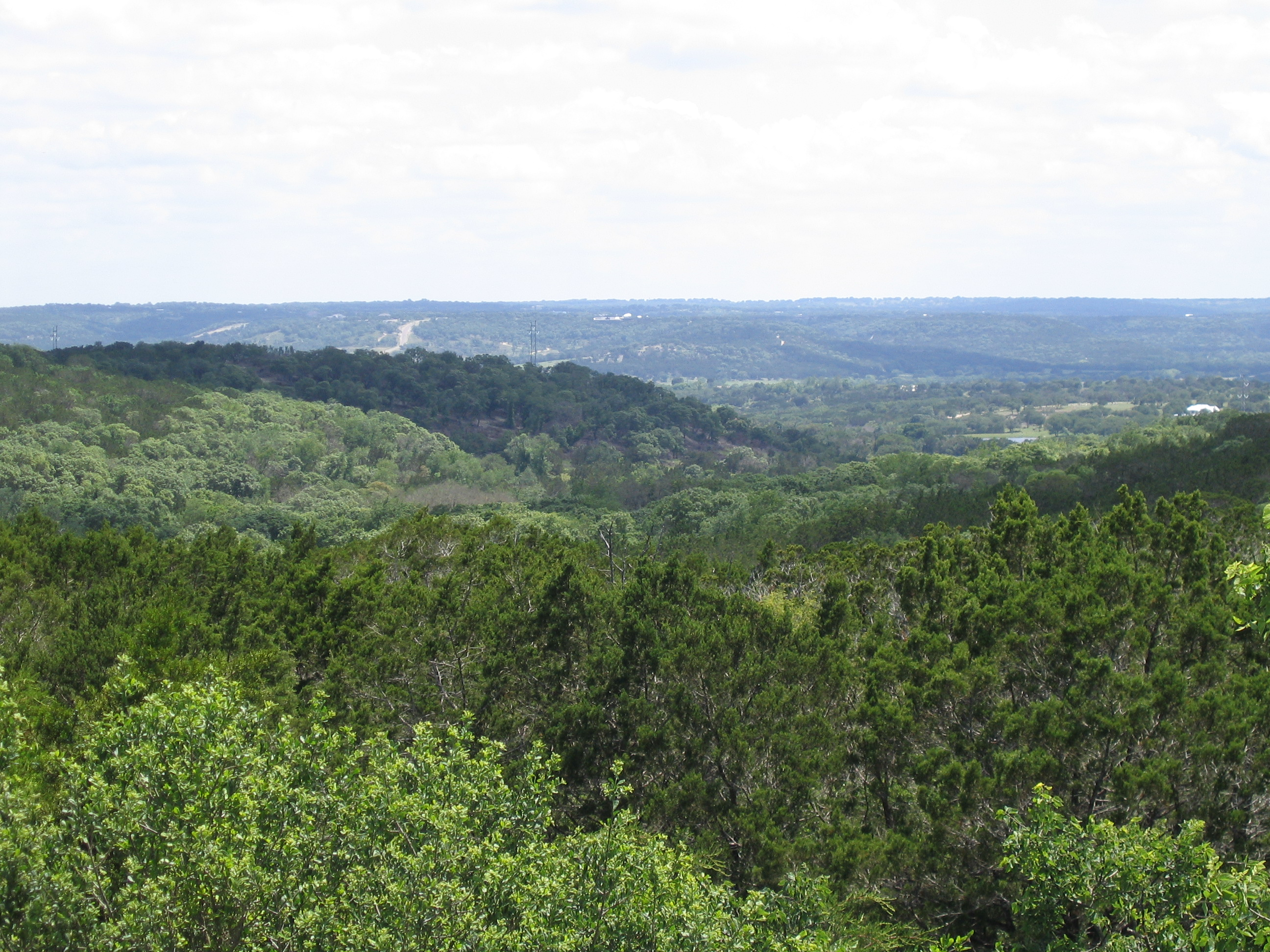
Ліси каньйонів Балконесу

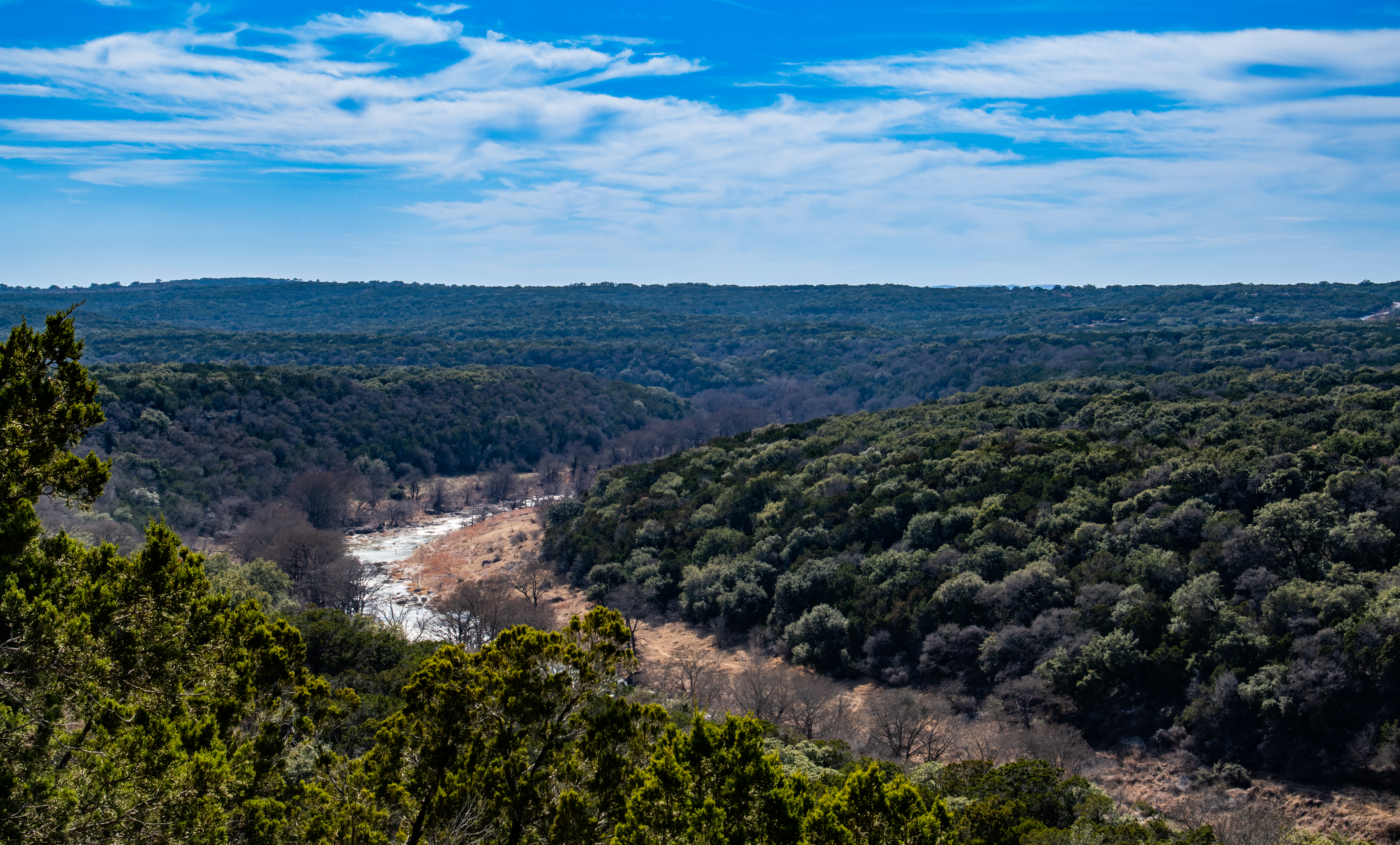
Долина річки Педерналес (річка)

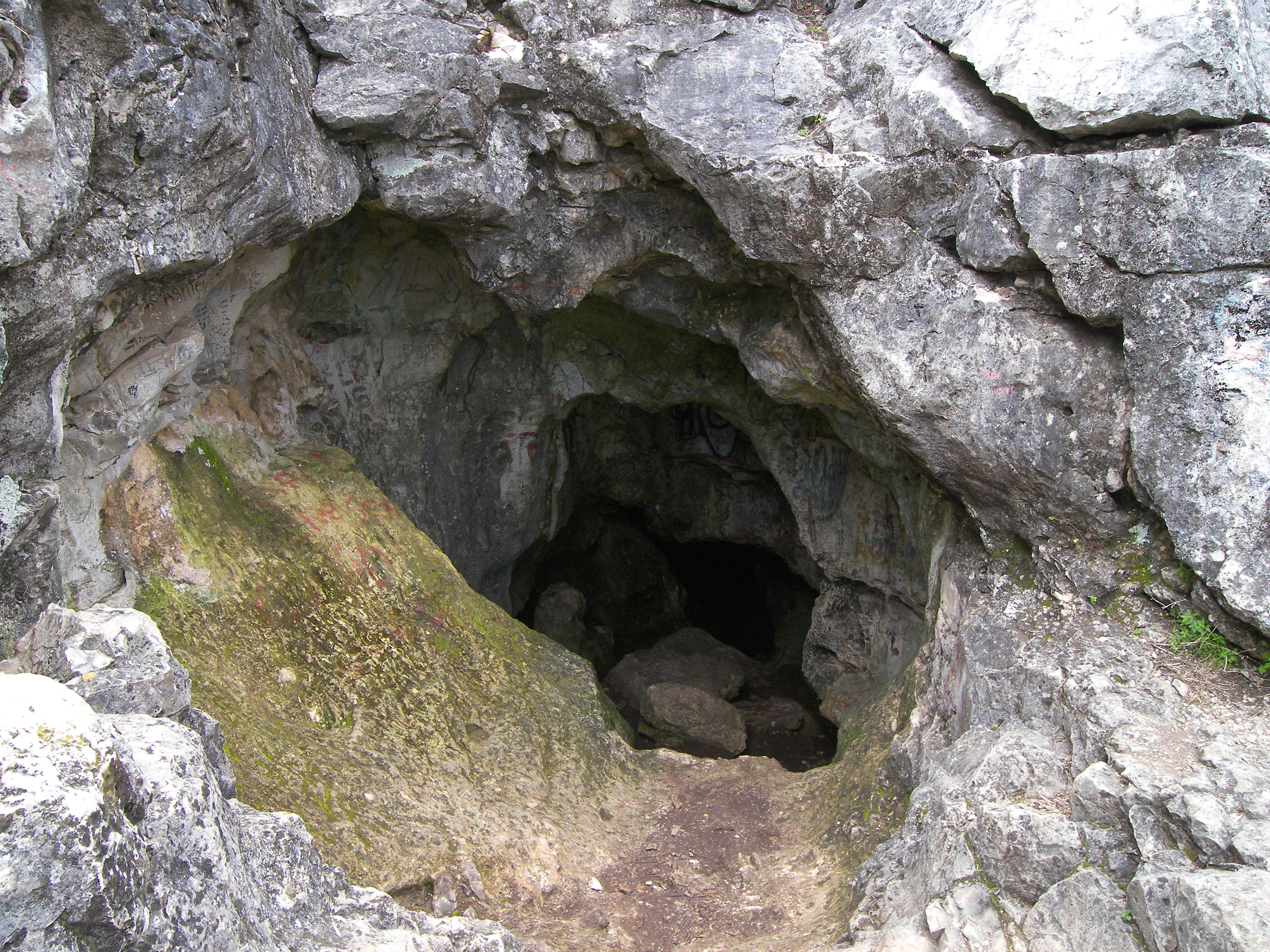
Вхід до Кристалічної печери у Державний парк Гарнер

Південна частина плато Едвардс була сформована в міоцені шляхом підняття та опускання вздовж зони розлому Балконес, яка відділила центральну частину Техасу від прибережної рівнини, піднявши її на висоту понад 300 м. Регіон Балконес формує еродований південний кордон Едвардського плато, де водні потоки оголили більш схильну до ерозії вапнякову формацію Глен-Роуз. Це регіон дуже розчленований завдяки водній ерозії джерел, струмків та річок, які течуть як над, так і під землею, створюючи каньйони, лійки та карстові печери.
Нерівний рельєф уступу Балконес перешкоджає інтенсивному розвитку господарства та підтримує різноманітні середовища існування та високе різноманіття видів, а також є рефугіумом для ендемічних та зникаючих видів. Як рослинні, так і фауністичні угруповання, еволюціонували до специфічних умов, характерних для вапнякового субстрату. У вологих печерах живуть ендемічні види риб та саламандр, а також мільйони мексиканських молосиків (Tadarida brasiliensis).
Характерною рисою регіону Балконес є велика кількість проточних джерел. Там, де формація Едвардс, що лежить вище, була розмита, підземні води, що належать до водоносного горизонту Трініті-Едвардс, витікають на поверхню у південному та східному напрямках, формуючи джерела. Опади потрапляють у карстові тріщини та воронки, частково відновлюючи цей водоносний горизонт. Сільське господарство та міста, що лежать біля підніжжя уступу Балконес, залежать від постійного надходження поверхневих і підземних вод. Тісний зв'язок між поверхневими та підземними водами в карстовому регіоні підкреслює важливість управління водними ресурсами.
Рослинні угруповання в регіоні Балконесу змінюються вздовж градієнтів ґрунту та вологи від мезофільних прибережних лісів до листяних лісів на північних схилах та до посухостійких вічнозелених лісів на відкритих схилах. Тут зустрічається низка ендемічних та рідкісних видів рослин, пристосованих до життя у вапнякових середовищах, зокрема поблизу джерел. До таких видів належать звичайні венерині кучері (Adiantum capillus-veneris), едвардська анемона (Anemone edwardsiana) та болотяна папороть Кунта (Pelazoneuron kunthii). У захищених каньйонах, які, як правило, мають південно-східну орієнтацію, зустрічаються найзахідніші популяції багатьох листяних дерев, характерних для сходу США, зокрема червоних в'язів (Ulmus rubra), голих гіркокаштанів (Aesculus glabra), ясенелистих кленів (Acer negundo), каролінських лип (Tilia caroliniana) та пізніх черемх (Prunus serotina), а також найсхідніші популяції великозубчастих кленів (Acer grandidentatum). Вздовж великих річок ростуть деякі види, характерні для східних болотяних угруповань, зокрема болотяні кипариси (Taxodium distichum), західні платани (Platanus occidentalis) та чорні верби (Salix nigra). Цілком ймовірно, що ці популяції дерев, які відділені від інших популцій в Східному Техасі, є реліктами, що залишилися в регіоні з часів більш вологого та прохолоднішого плейстоцену. З просуванням на захід рослинність в каньйонах змінюється, оскільки клімат стає більш посушливим. Рідколісся техаських вічнозелених дубів (Quercus fusiformis) обмежені заплавами та схилами, що виходять на північ та схід, і заплавами, а більш сухі південні та західні схили вкриті відкритими чагарниками, основу яких складають яловці Еша (Juniperus ashei), сумахи (Rhus spp.), акації (Acacia spp.), медові мескіти (Prosopis glandulosa), техаські сотолі (Dasylirion texanum) та техаські шавлії (Leucophyllum frutescens).
За межами прибережних зон Балконесу, на території вододілів, а також на середніх схилах та в долинах переважають дубові савани, основу яких складають техаські вічнозелені дуби (Quercus fusiformis), техаські червоні дуби (Quercus buckleyi), яловці Еша (Juniperus ashei), товстолисті в'язи (Ulmus crassifolia) та техаські пізні черемхи (Prunus serotina subsp. eximia). Як і в рідколіссях Едвардського плато (30a), колись пожежі були набагато більш частим явищем в Балконесі, ніж зараз. Яловці Еша відразу гинули від вогню, а дуби після спалювання пускали кореневі паростки. Раніше яловці були приурочені до підліску дібров або до стрімких схилів, однак наразі вони заполонили колишні луки на вершинах пагорбів. Такі листяні види, як техаський червоний дуб (Quercus buckleyi), дуб Лейсі (Quercus laceyi) та техаський ясен (Fraxinus albicans), погано розмножуються через конкуренцію з боку яловців та поїдання саджанців худобою й оленями. Там, де все ще існують луки, низькорослі трави, такі як різні види арістіди (Aristida spp.) та грами (Bouteloua spp.), ростуть на вершинах пагорбів та ділянках, де переважає інтенсивний випас, а високі трави — на схилах та у вологих западинах. Власники ранчо десятиліттями намагалися викорінити яловець, намагаючись відновити землю та виростити більше корму для худоби. Однак у багатьох районах ґрунт на стрімких схилах пагорбів був втрачений, що ускладнює створення посівного ложа для трав. У деяких районах, де відновлення луків було успішним, пересохлі джерела знову почали текти. Дощова вода повільно просочується через трав'яний покрив, а потім через вапняковий субстрат. Натомість з голого кам'янистого ґрунту під заростями яловцю вода стікає швидко.
Століття гасіння пожеж, знищення природних середовищ та їх фрагментація внаслідок інтенсивного розвитку сільського господарства та урбанізації призвели до скорення популяцій видів, які населяли регіон до його колонізації. Особливо сильно антропогенний тиск відчувається в східній частині Едвардського плато. В інших частинах регіону Балконес зустрічаються різноманітні дикі тварини, оскільки оренда мисливських угідь забезпечує дохід для власників землі. Найчастіше мисливці полюють на білохвостих оленів (Odocoileus virginianus) та великих індиків (Meleagris gallopavo intermedia). Крім того, власники ранчо вирощують екзотичних мисливських тварин, таких як аксиси (Axis axis), європейські лані (Dama dama), японські олені (Cervus nippon), гарни (Antilope cervicapra) та дикі свині (Sus scrofa). Розведення дичини змушує місцевих тварин конкурувати за корм, а також наражає їх на небезпеку зараження екзотичними паразитами та хворобами. Нещодавнє дослідження міжвидової конкуренції між місцевими та екзотичними видами показало, що аксиси та японські олені безпосередньо конкурують з білохвостими оленями за їжу та мають над ними перевагу, оскільки можуть поїдати корми нижчої якості, ніж білохвості олені.
Висока кількість тварин (місцевих та екзотичних оленів, свійських кіз та великої рогатої худоби) в екорегіоні 30c має прямий вплив на його рослинність, зокрема на чагарники. Такі види, як рідкісний каньйоновий садовий жасмин (Philadelphus texensis var. ernestii) та майже вимерлий техаський стиракс (Styrax platanifolius ssp. texanus), зустрічаються лише на вапнякових скелях і уступах, недоступних для тварин.
Каньйони Балконесу є важливим середовищем існування для двох видів птахів — ендемічних золотощоких піснярів-лісовиків (Setophaga chrysoparia) та майже ендемічних чорноголових віреонів (Vireo atricapilla), чисельність яких значно скоротилася. На додаток до фізичних обмежень, пов'язаних зі зникненням природних оселищ, обидва види мають низьку успішність гніздування, спричинену збільшенням популяції буроголових вашерів — гніздових паразитів, які отримують користь від розвитку сільського господарства та фрагментації ландшафтів. Місцеві екологічні групи впроваджують методи відлову буроголових вашерів на державних землях та стимулюють приватних землевласників до збереження або відновлення природних ландшафтів. За іронією долі, спроби збільшити площу пасовищ і відновити савани Едвардського плато можуть зашкодити виживанню золотощоких піснярів-лісовиків, оскільки ці птахи віддають перевагу гніздуванню у зрілих яловцевих гаях.

### Напівпустелі Едвардського плато (30d)

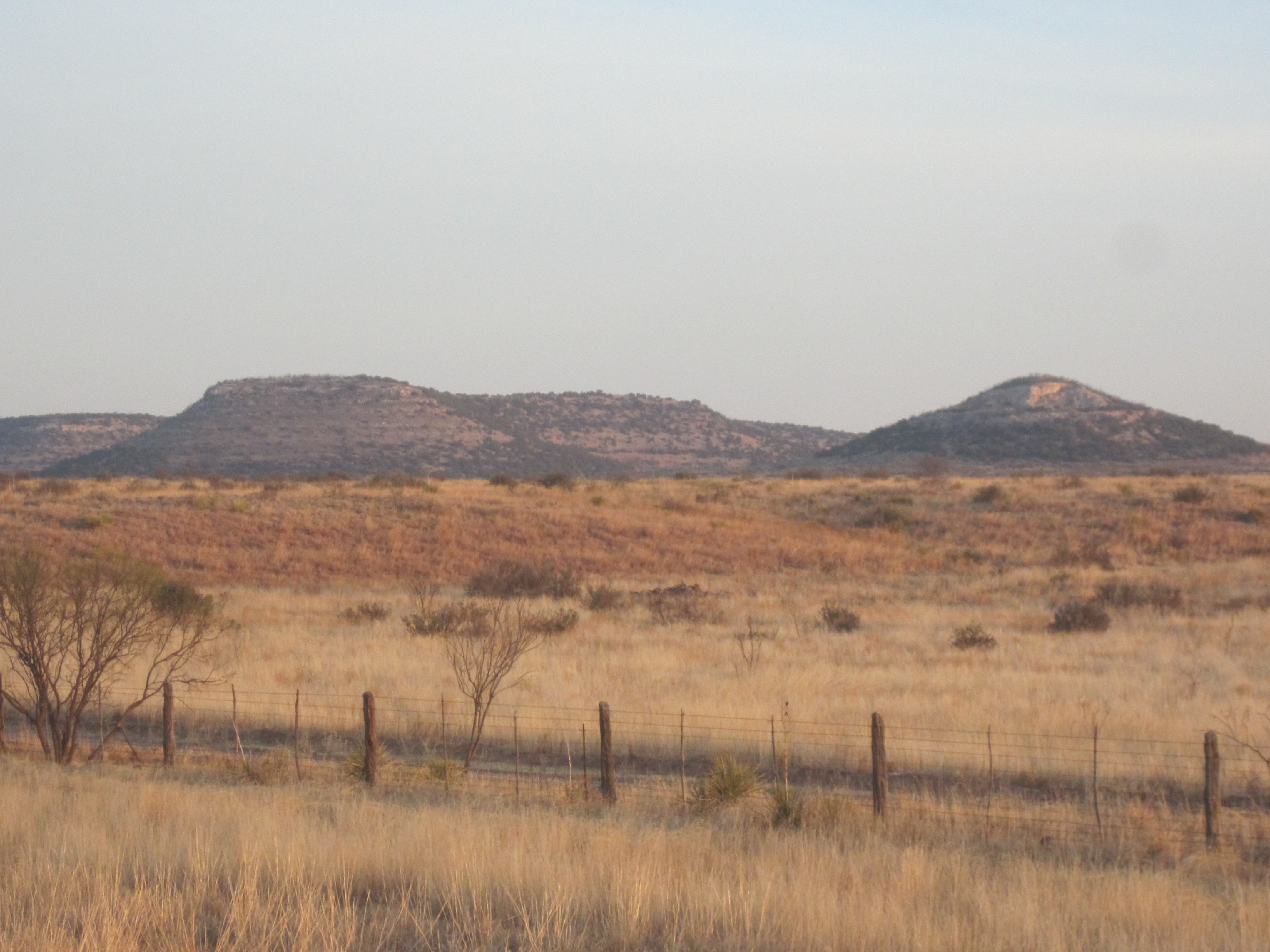
Ландшафт округу Том-Грін

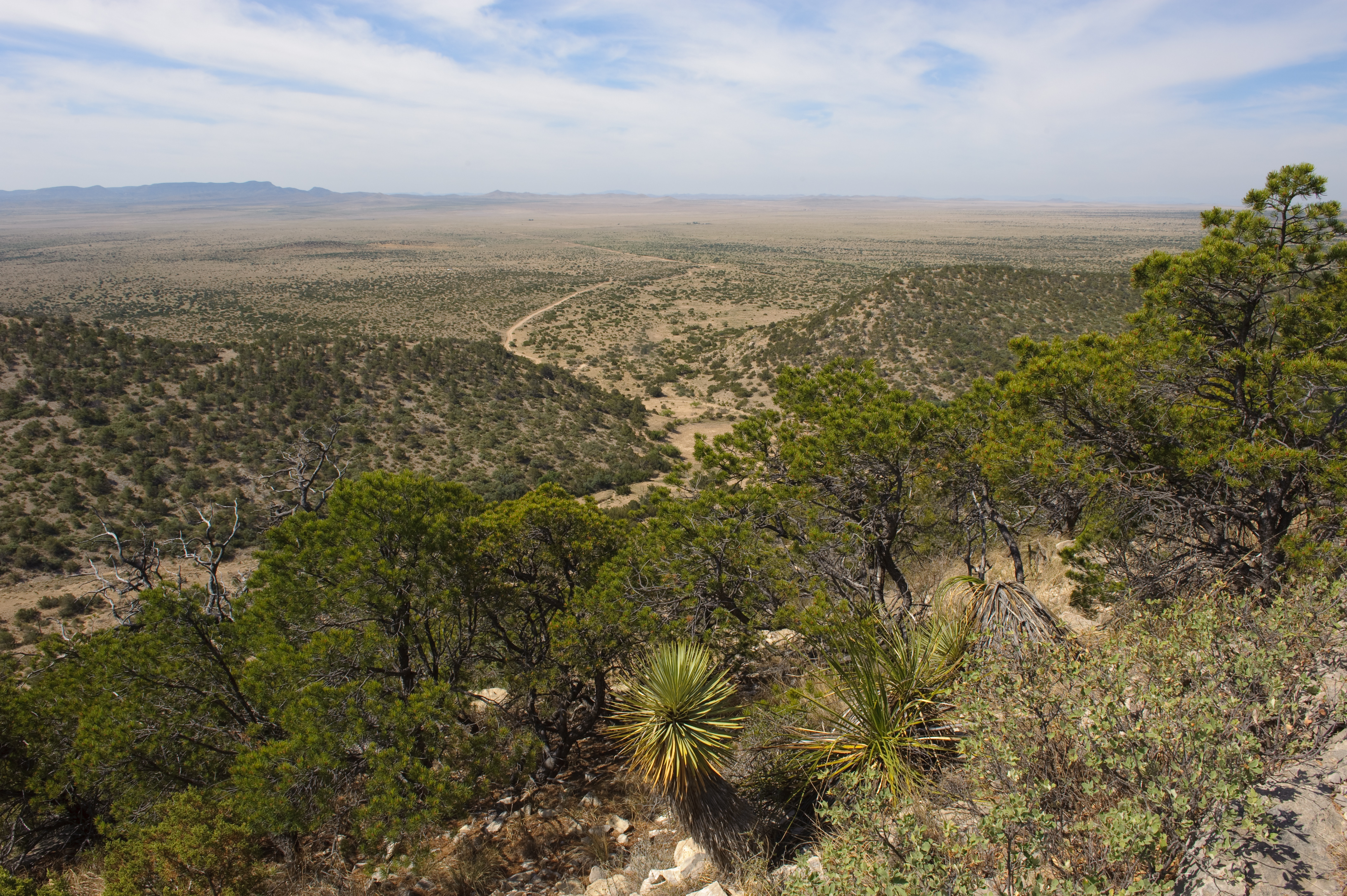
Ландшафт округу Пекос

Напівпустелі Едвардського плато поширені в перехідній зоні між дубовими саванами Центрального Техасу та посушливими пустелями Західного Техасу. Вони простягаються паралельно мішаним преріям Центральних Великих рівнин (27), що входять до екорегіону центральних та південних мішаних прерій та низькотравних прерій Високих рівнин (25), що входять до екорегіону західних низькотравних прерій. Екорегіон напівпустель Едвардського плато (30d) розташований на захід від 100-го меридіана західної довготи. Середньорічна кількість опадів тут коливається від 400 до 560 мм, що недостатньо для того, щоб підтримувати закритий лісовий намет. Влітку опадів випадає більше, ніж взимку, причому пік опадів припадає на травень-червень і знову на серпень-жовтень. З геологічної точки зору на заході плато Едвард переважають ті ж крейдові вапняки, що й на решті території регіону. Ґрунти тут такі ж неглибокі й кам'янисті, як і на сході. Проте характер ландшафту на заході Едвардського плато відрізняється від ландшафту далі на схід через посушливіший клімат. Пагорби більш схожі на гори, а їхні профілі різкі, а не округлі, тому що ерозія відбувається переважно шляхом камнепадів, а не внаслідок водної ерозії, як це відбувається у вологішому кліматі екорегіону 30a.
Східна межа екорегіону 30d є широкою та нечіткою. Вона охоплює смугу пасовищ, де за рік випадає від 500 до 560 мм, що достатньо для того, щоб підтримувати повноцінні дерева. Таким чином, ця межа загалом відповідає переходу від дубово-мескітово-ялівцевих саван до чагарників. Західна межа являє собою перехід до посушливої пустелі Чіуауа. Частково вона проходить по річці Пекос, оскільки екологічно західний берег Пекосу за характером більше нагадує Західний Техас та пустелі Чіуауа. На півдні та південному заході межа екорегіону визначається зміною у висоті, рельєфі, геології та рослинності. Плато Едвардс тут спускається до вкритих чагарниками рівнин Південного Техасу (31), що входять до екорегіону тамауліпаського мескіталя та до спекотної, посушливої долини Пекосу у місці її впадіння у Ріо-Гранде. Північна межа регіону є доволі різкою; вона визначається уступом, що утворює край Едвардського плато, та межею поширення крейдових вапняків. У північно-західній частині екорегіону 30d перехід до Високих рівнин (25) з фізико-географічної точки зору є більш поступовим; він визначається переходом від вапнякових порід формації Едвардс до формацій Огаллала та Блеквотер-Дро. Тут ґрунти втрачають свою кам'янисту структуру, змінюючись на дрібнозернисті піски та на нанесений вітром лес.
Рослинний покрив у західній частині Едвардського плато раніше був представлений луками, однак з припиненням частих пожеж та поширенням інтенсивного цілорічного випасу худоби, який практикувався наприкінці XIX та на початку XX століть, в регіоні відбувся перехід до чагарників. Втрата пасовищ через ерозію ґрунтів та подальше опустелювання призвела до зникнення мексиканських перепелиць-клоунів (Cyrtonyx montezumae), яким необхідні трав'янисті луки для пошуку їжі та укриття. Сьогодні на скелястих вершинах столових гор ростуть відкриті савани, по яким розкидані яловці Еша (Juniperus ashei), червоноягідні яловці (Juniperus pinchotii), дуби Вейсі (Quercus vaseyana), медові мескіти (Prosopis glandulosa) та техаські сосни (Pinus remota). В каньйонах ці види утворюють рідколісся. По луках розкидані чагарники медових мескітів (Prosopis glandulosa), туполистих зизифусів (Ziziphus obtusifolia) та барбарису-агаріти (Berberis trifoliolata). На пасовищах у західній частині регіону також починають з'являтися провісники пустелі Чіуауа — агави лечугілья (Agave lechuguilla), блискучі фук'єрії (Fouquieria splendens) або окотійо та техаські сотоли (Dasylirion texanum). Низькорослі трави, такі як бізонова трава (Bouteloua dactyloides), тобоса (Hilaria mutica) та чорна грама (Bouteloua eriopoda), також стають більш поширеними у західній та північно-західній частинах екорегіону 30d, оскільки клімат стає більш посушливим.
Західна частина плато Едвардс на схід від річки Пекос порізана мережею каньйонів. Більшість водних потоків в екорегіоні 30d є пересихаючими або ефемерними; у багатьох арройо вода тече лише після дощу. Однак багаторічні потоки, такі як Дияволова річка у нижній течії, створюють умови, характерні для вологішої центральної частини Едвардського плато (30a). На берегах таких річок ростуть техаські вічнозелені дуби (Quercus fusiformis), солодкі акації (Vachellia farnesiana), західні платани (Platanus occidentalis) та гікорі-пекани (Carya illinoinensis). Як і в інших пустельних регіонах, умови для життя риб тут дуже складні: багаторічні водойми географічно обмежені, популяції риб в них ізольовані, і навіть річки, що живляться джерельною водою, чутливі до посухи та повеней. Будь-які порушення, здійснені людьми, додаються до списку природних порушень та можуть схилити терези до вимирання виду з низькою чисельністю. Одним з таких видів, що перебувають під загрозою живлення, є диявольський ялець (Dionda diaboli). Він віддає перевагу швидкій воді, однак втратив оселище із будівництвом водосховища Амістад, яке затопило нижню долину Диявольської річки. З іншого боку, шайнер-прозерпіна (Cyprinella proserpina) також має обмежений ареал і зустрічається лише у Дияволовій річці та у нижній течії Пекосу, однак ця риба більш гнучка у своїх вимогах до середовища існування, а її чисельність стабільніша. Вона здатна жити як серед перекатів, так і на плесах, і швидко розмножується після повеней.

## Збереження
Загалом лише близько 2 % території екорегіону є незайманими. Більшість саван та прерій регіону були перетворені на сільськогосподарські угіддя, ранчо та поселення. Пожежі, які мали велике екологічне значення для природи регіону, були придушені, що призвело до зміни структури та складу рослинності. Ерозія ґрунту призвела до змін у прибережних рослинних угрупованнях. Надмірний випас худоби призвів до фрагментації за знищення місцевих прерій та сприяв поширенню деревних порід. Загрозою для збереження природи регіону є розширення міст, особливо Сан-Анджело та Остіна.
Оцінка 2017 року показала, що лише 226 км², або менше 1 % екорегіону, є заповідними територіями, що надзвичайно мало, враховуючи його біологічне різноманіття. Природоохоронні території включають: Національний природний заповідник каньйонів Балконесу, Державний парк Гарнер, Державний парк Педерналес-Фолс, Державний парк Кікапу-Каверн, Державний парк Лонгхорн-Каверн, Державний парк Сан-Анджело, Державний парк озера Інкс, Державний парк річки Гуадалупе, Державний парк річки Південна Ллано, Заповідник Гамільтон-Пул, Державну природну зону Лост-Мейплс, Державну природну зону Гавернмент-Каньйон, Державну природну зону Ханні-Крік, Державну природну зону Техаського гористого краю, Державну природну зону Дияволової річки та Державну природну зону Зачарованої скелі.

## Галерея

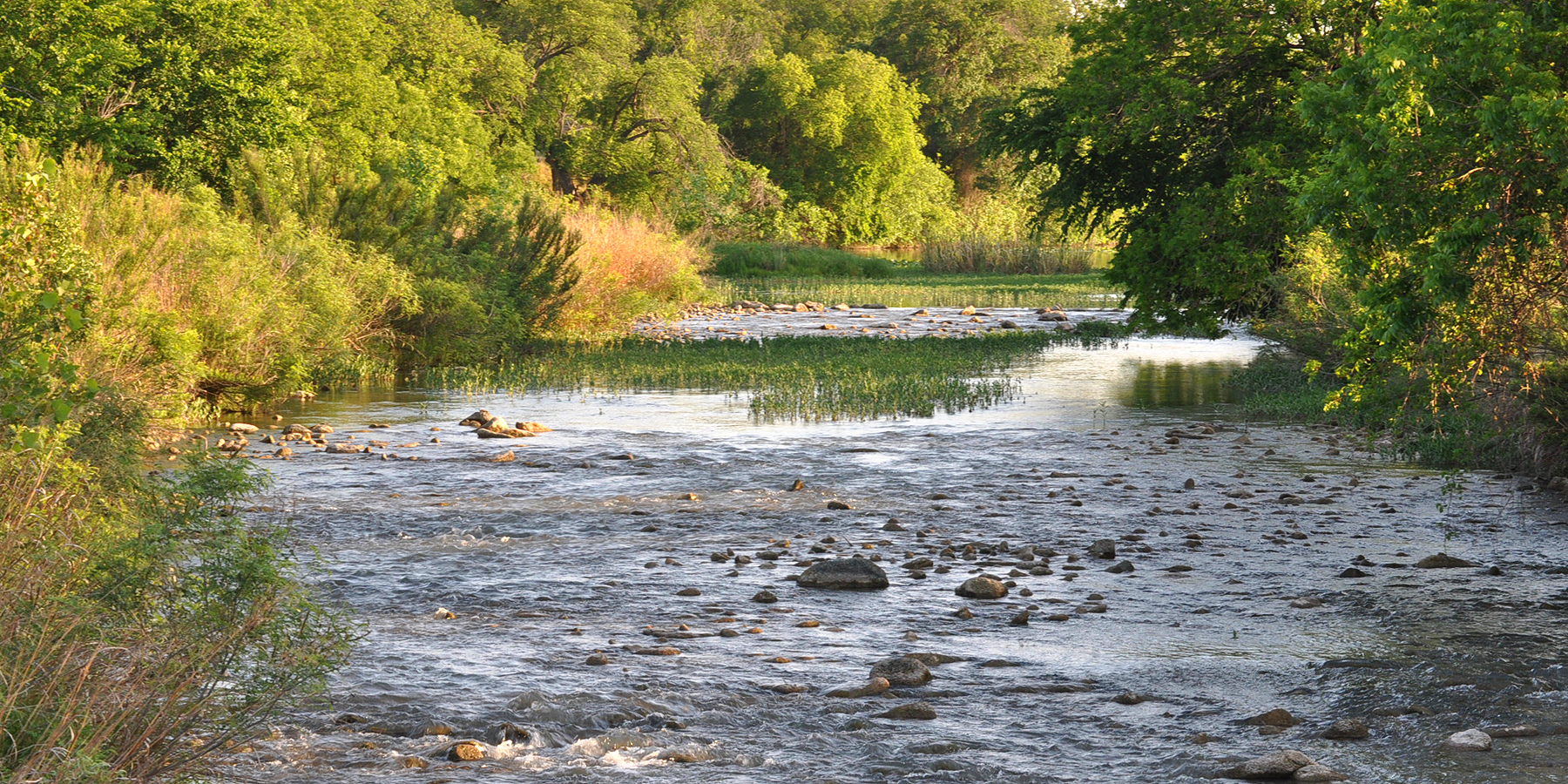
Річка Сан-Саба[en] в окрузі Сан-Саба
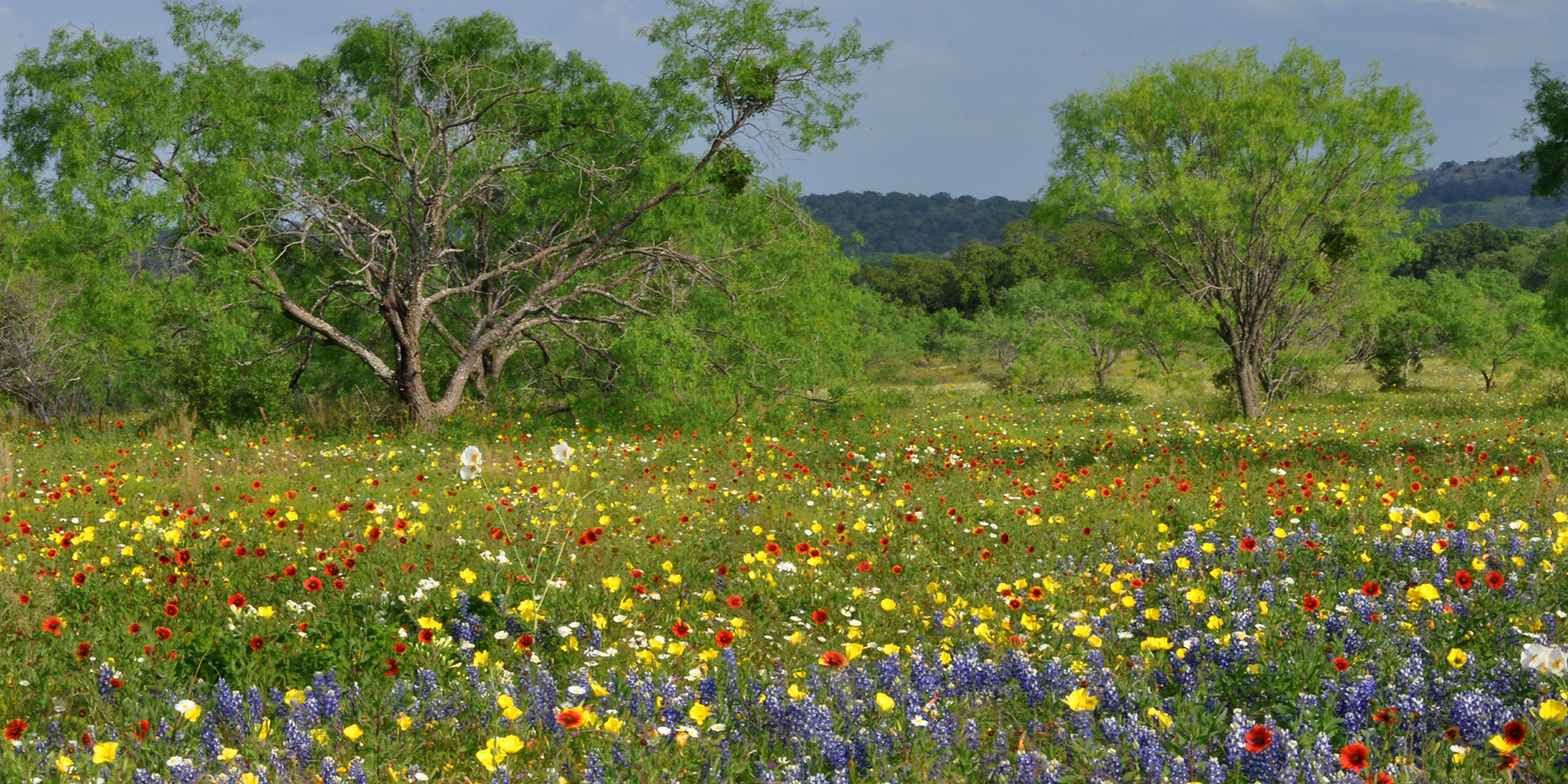
Польові квіти на ранчо в окрузі Ллано
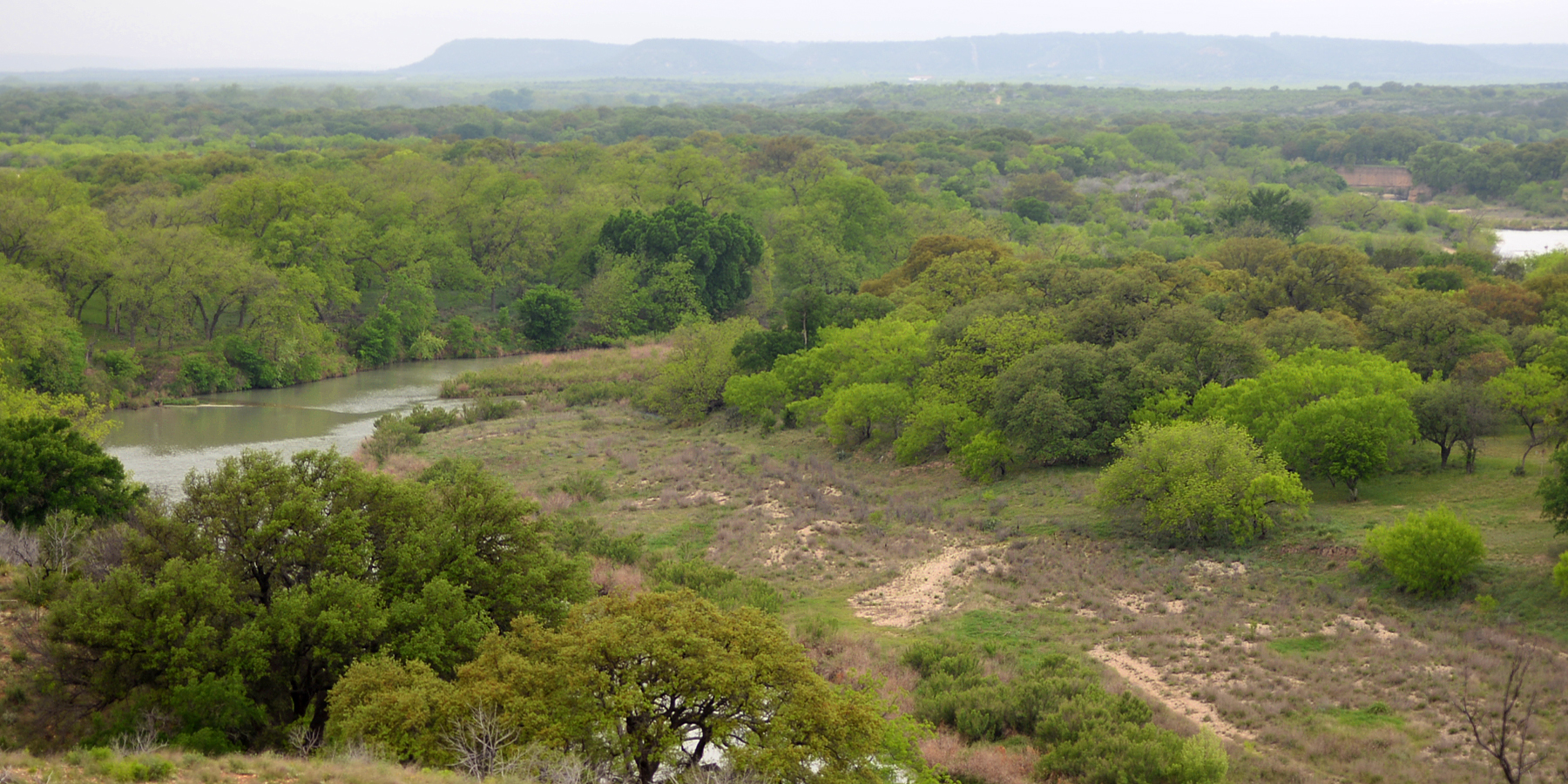
Річка Ллано в окрузі Кімбл
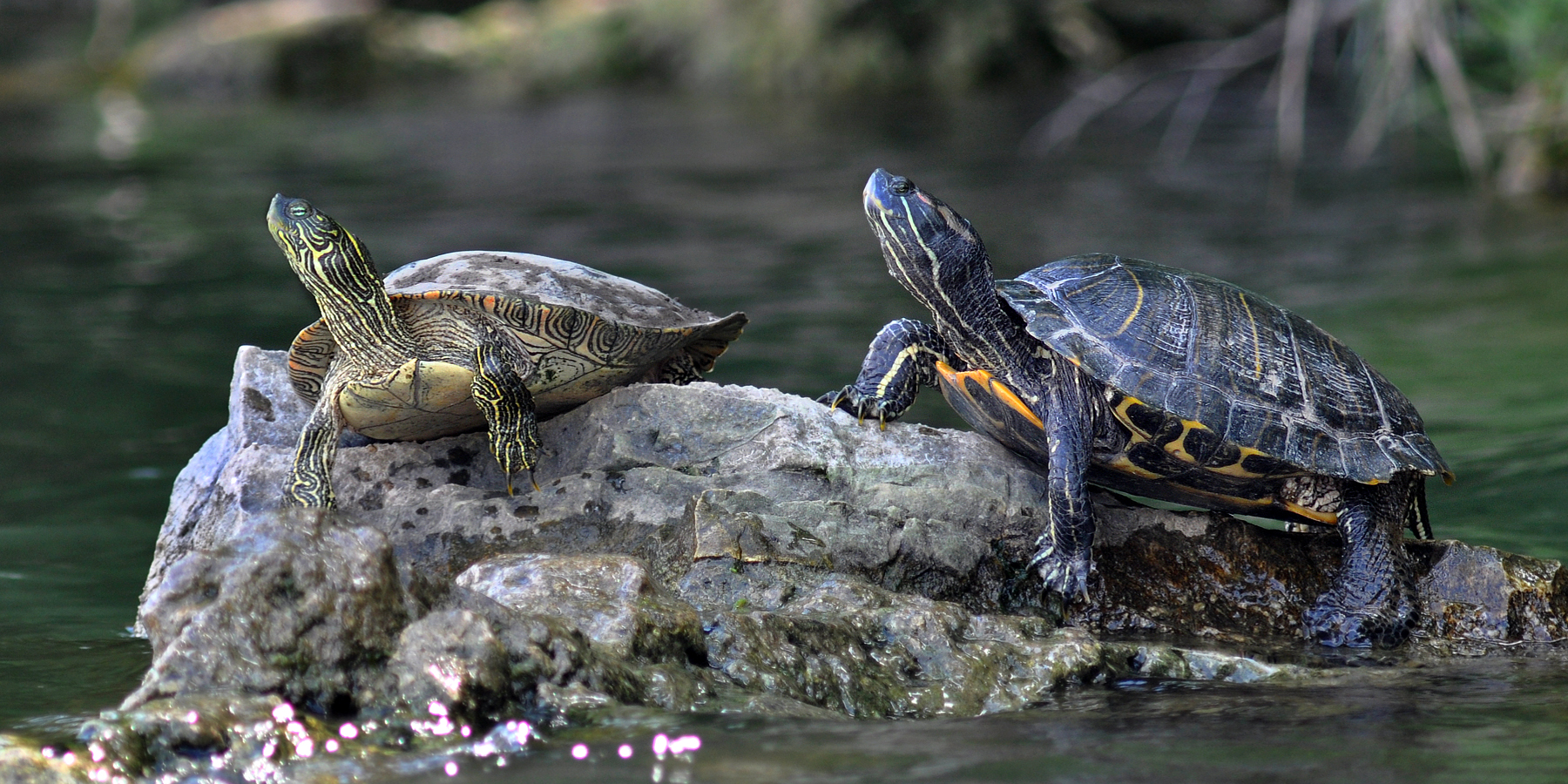
Червоновуха черепаха (Trachemys scripta) та техаська прикрашена черепаха (Pseudemys texana) на березі Колорадо в окрузі Тревіс
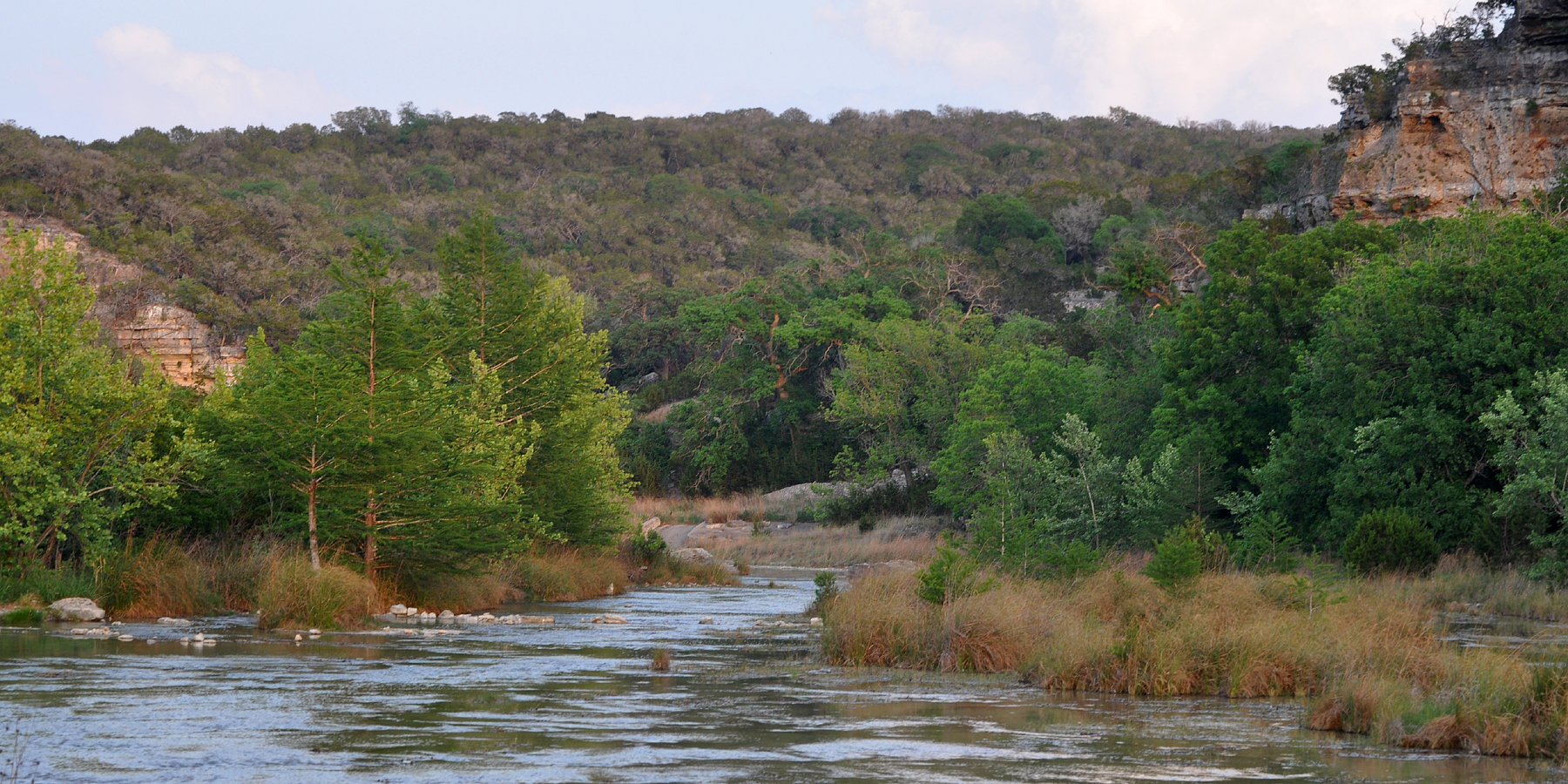
Річка Гуадалупе [en] в окрузі Керр
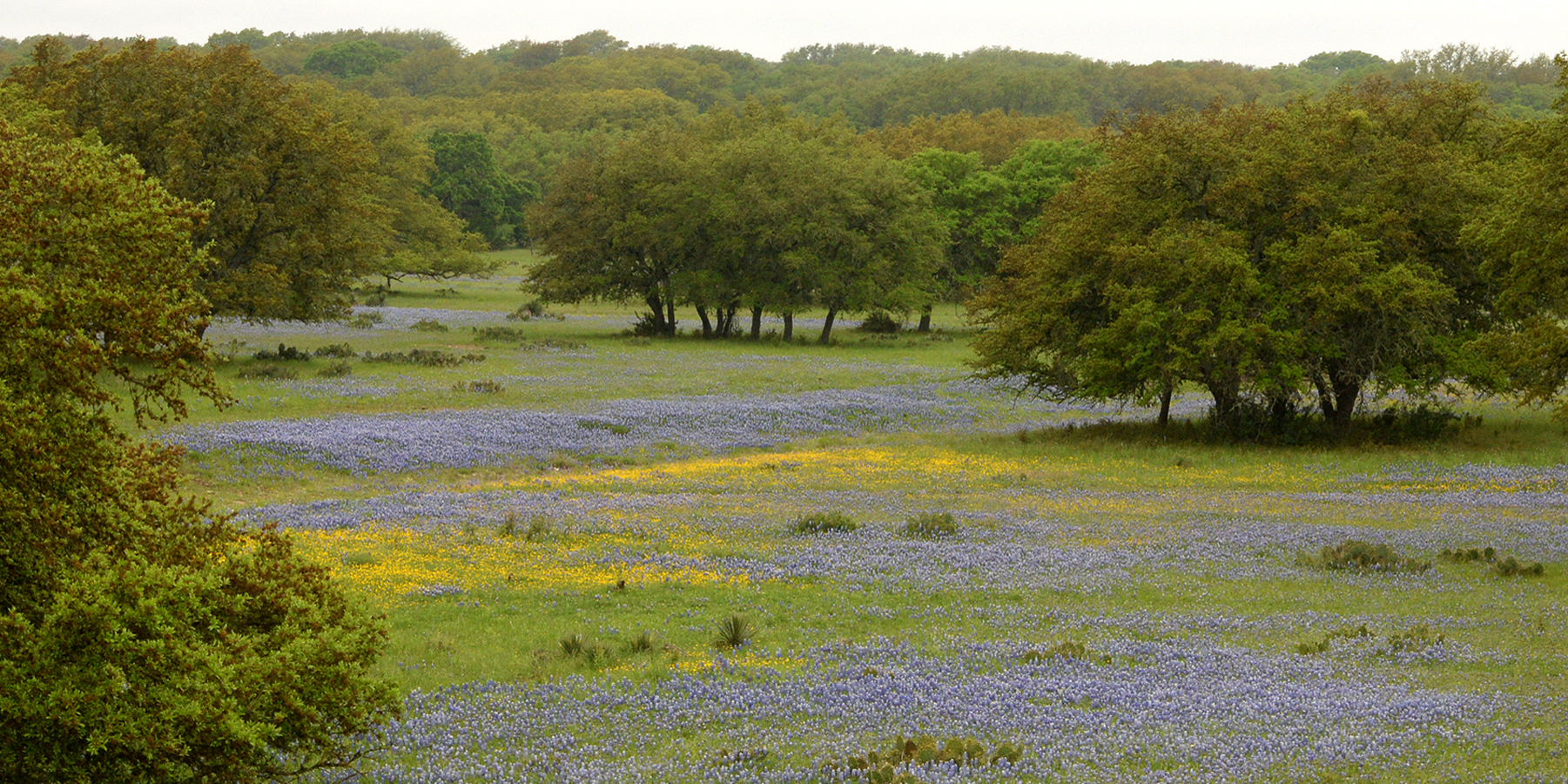
Техаські люпини[en] (Lupinus texensis) на ранчо в окрузі Керр
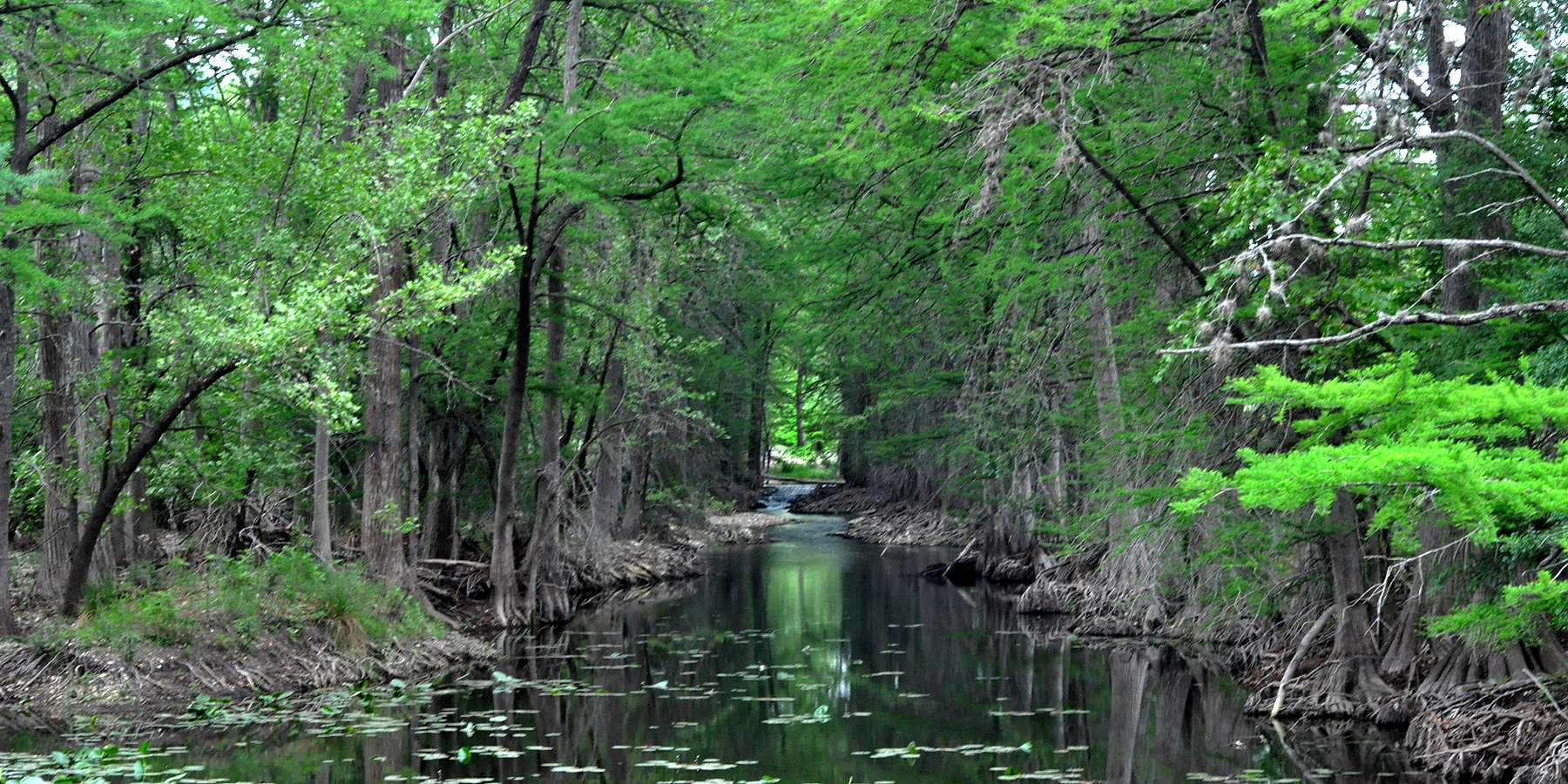
Болотяні кипариси (Taxodium distichum) на березі Гуадалупе в окрузі Керр
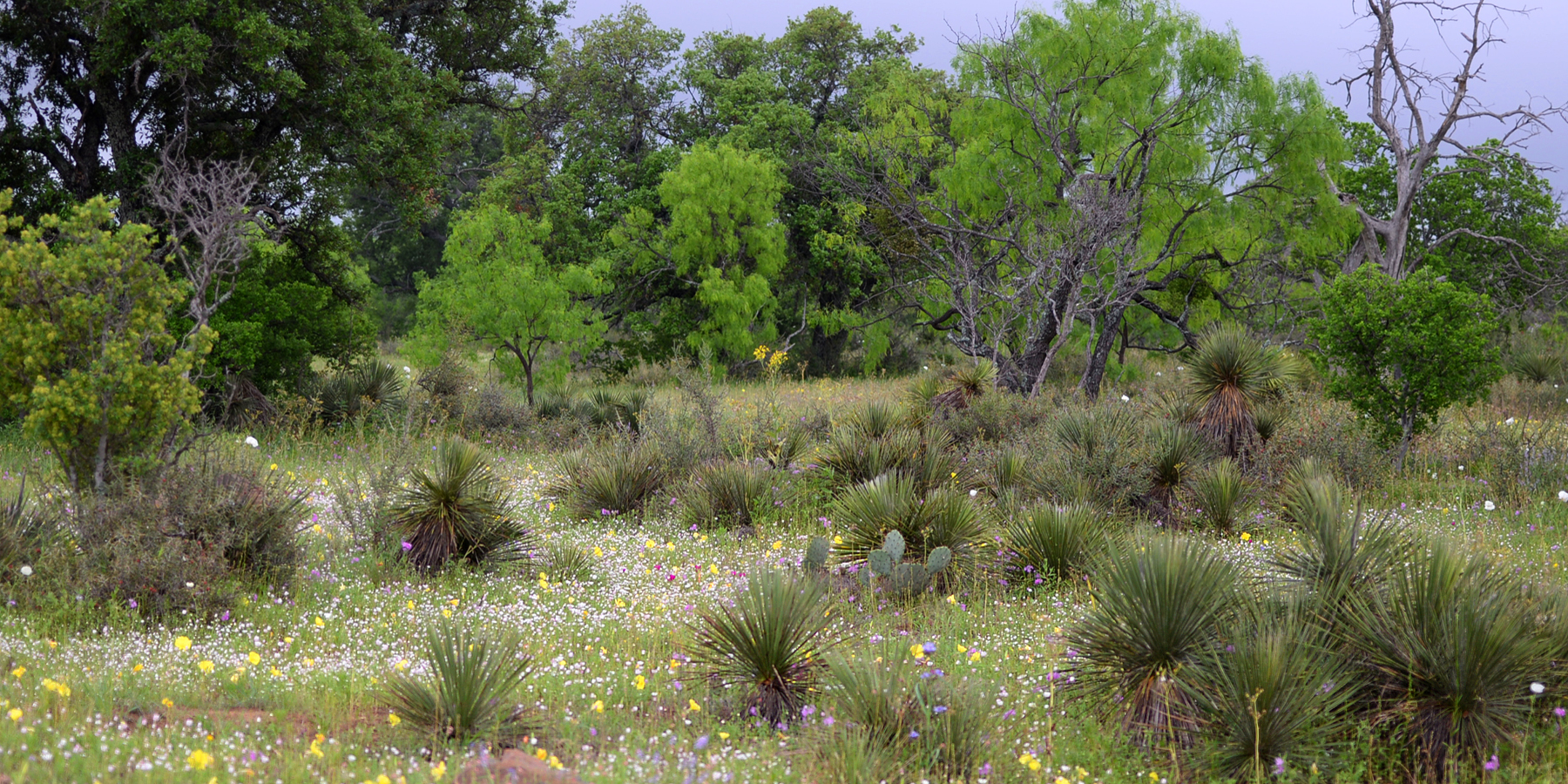
Ранчо в окрузі Мейсон
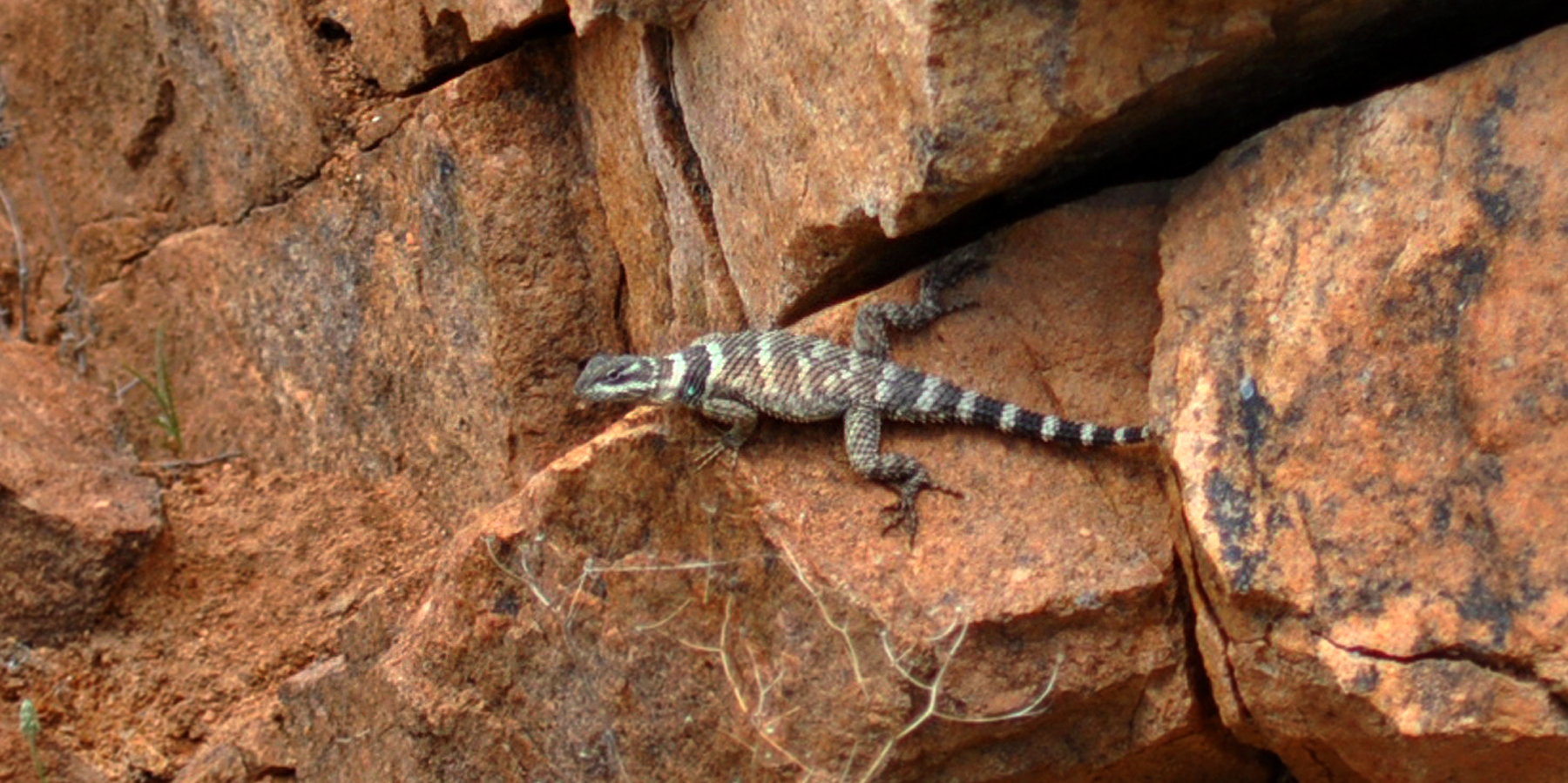
Колюча тріщинна ігуана (Sceloporus poinsettii) в окрузі Мейсон
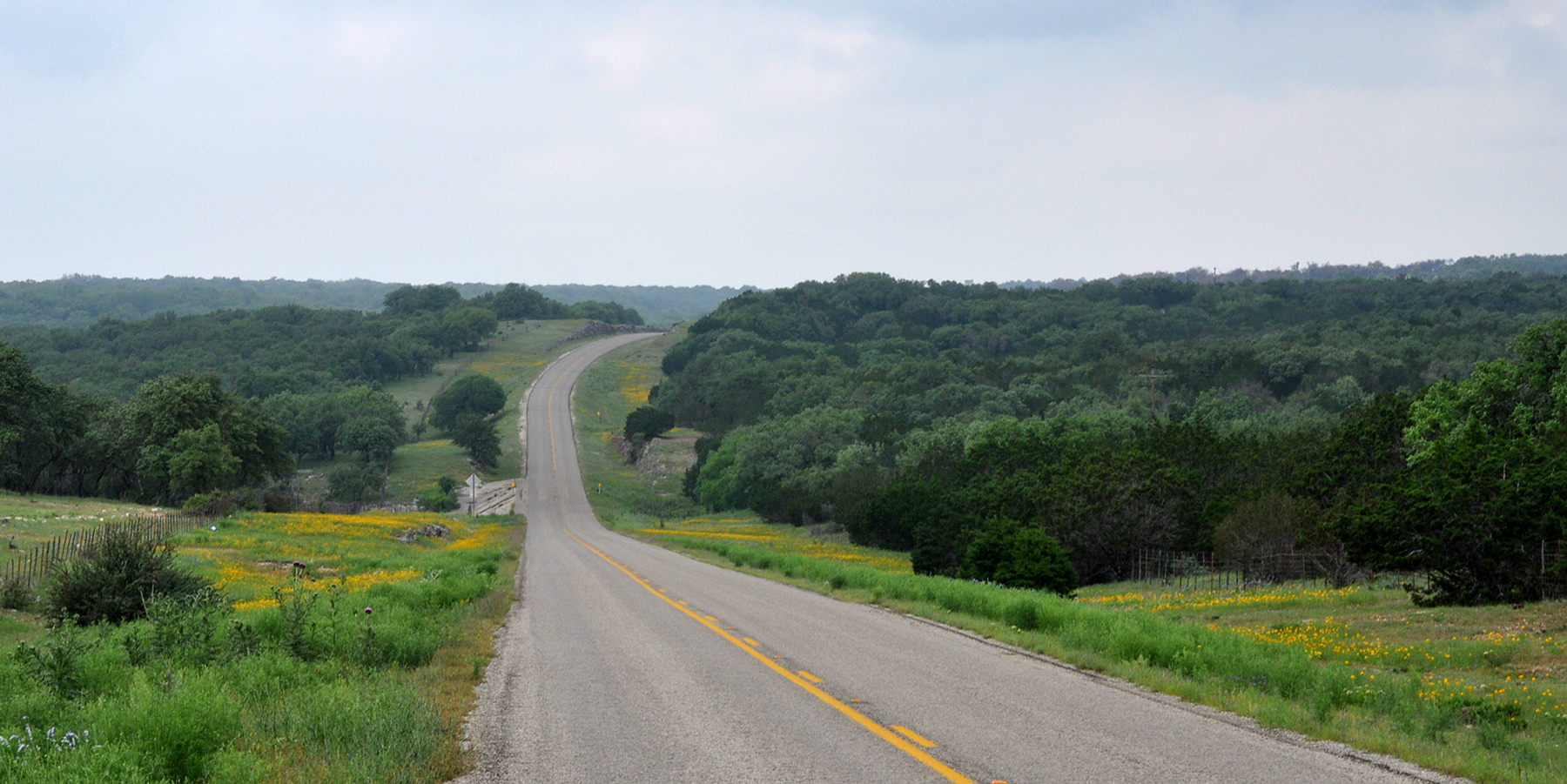
Шоссе 187 в окрузі Бандера
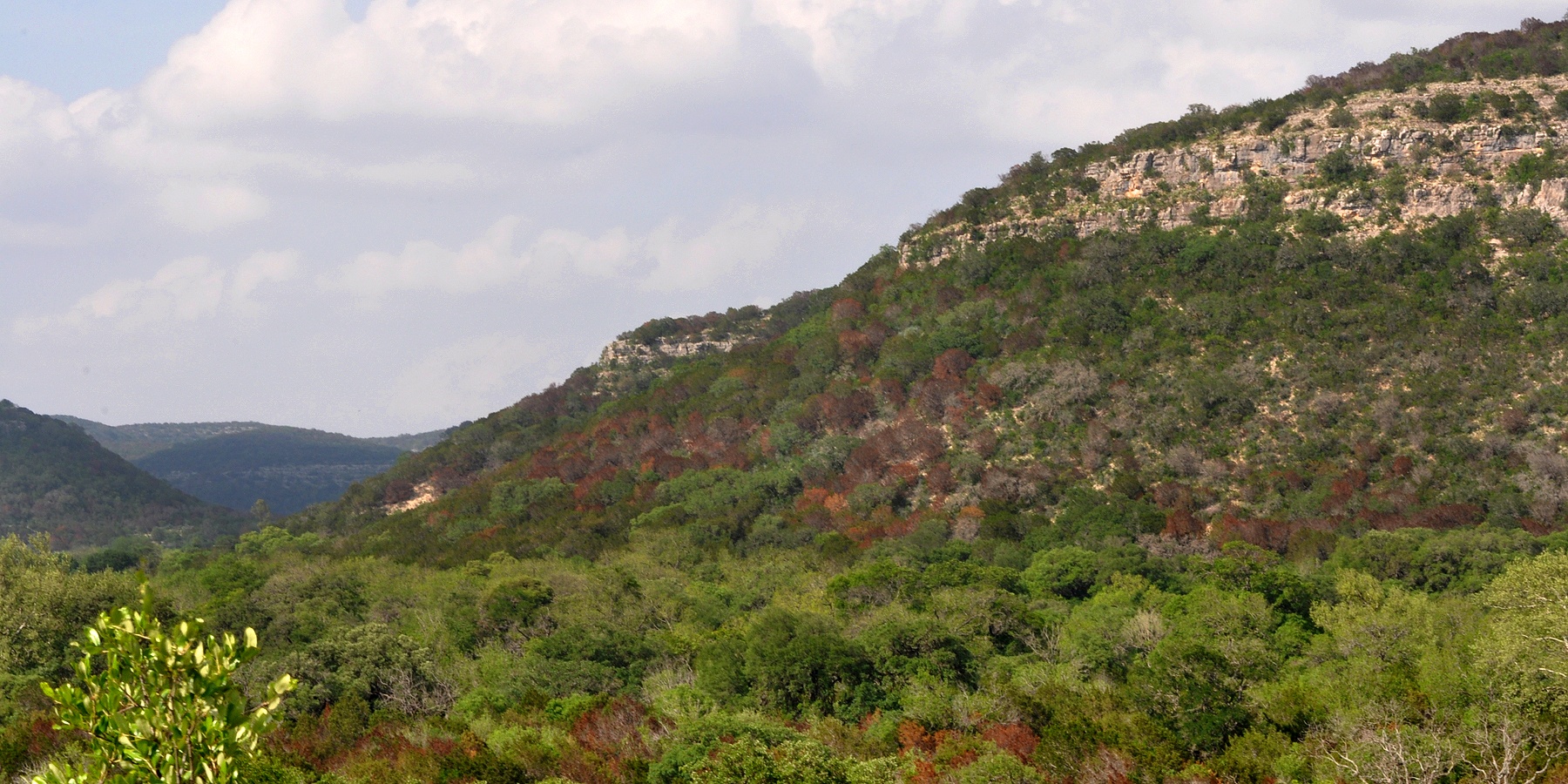
Відслонення вапняку в окрузі Реал
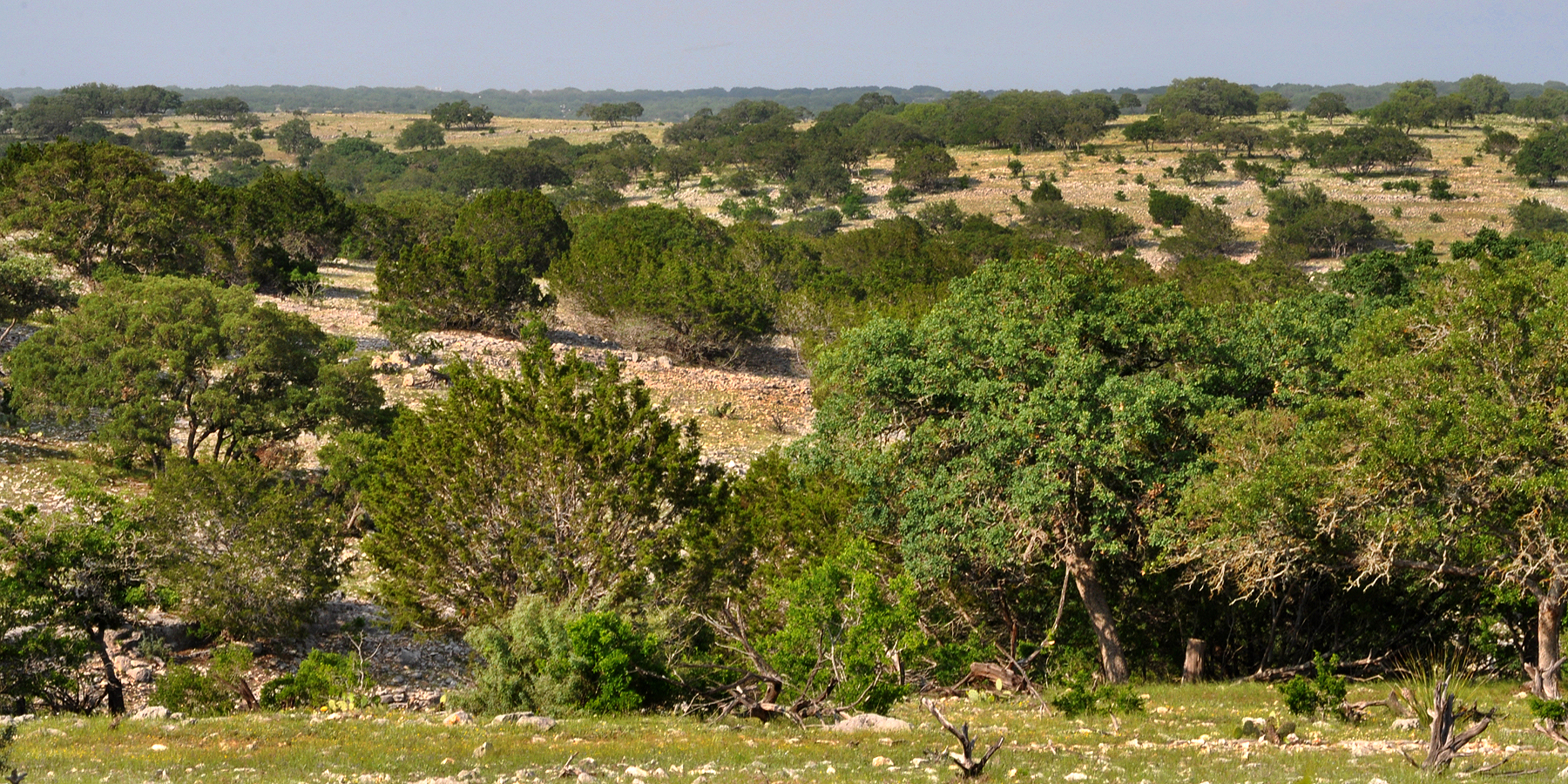
Ранчо в окрузі Реал
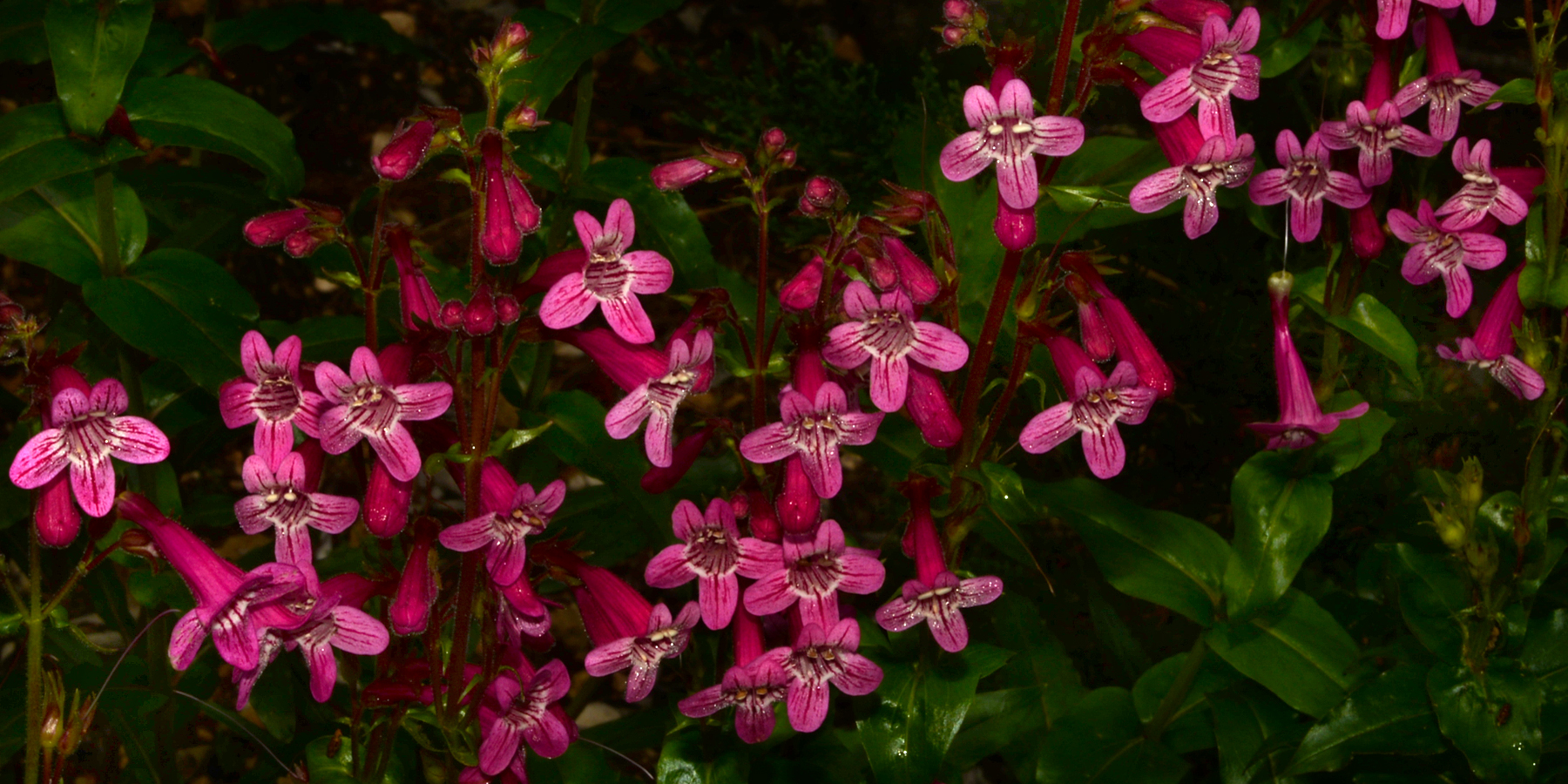
Ендемічний бородоязичник Геллера[en] (Penstemon triflorus) в окрузі Едвардс
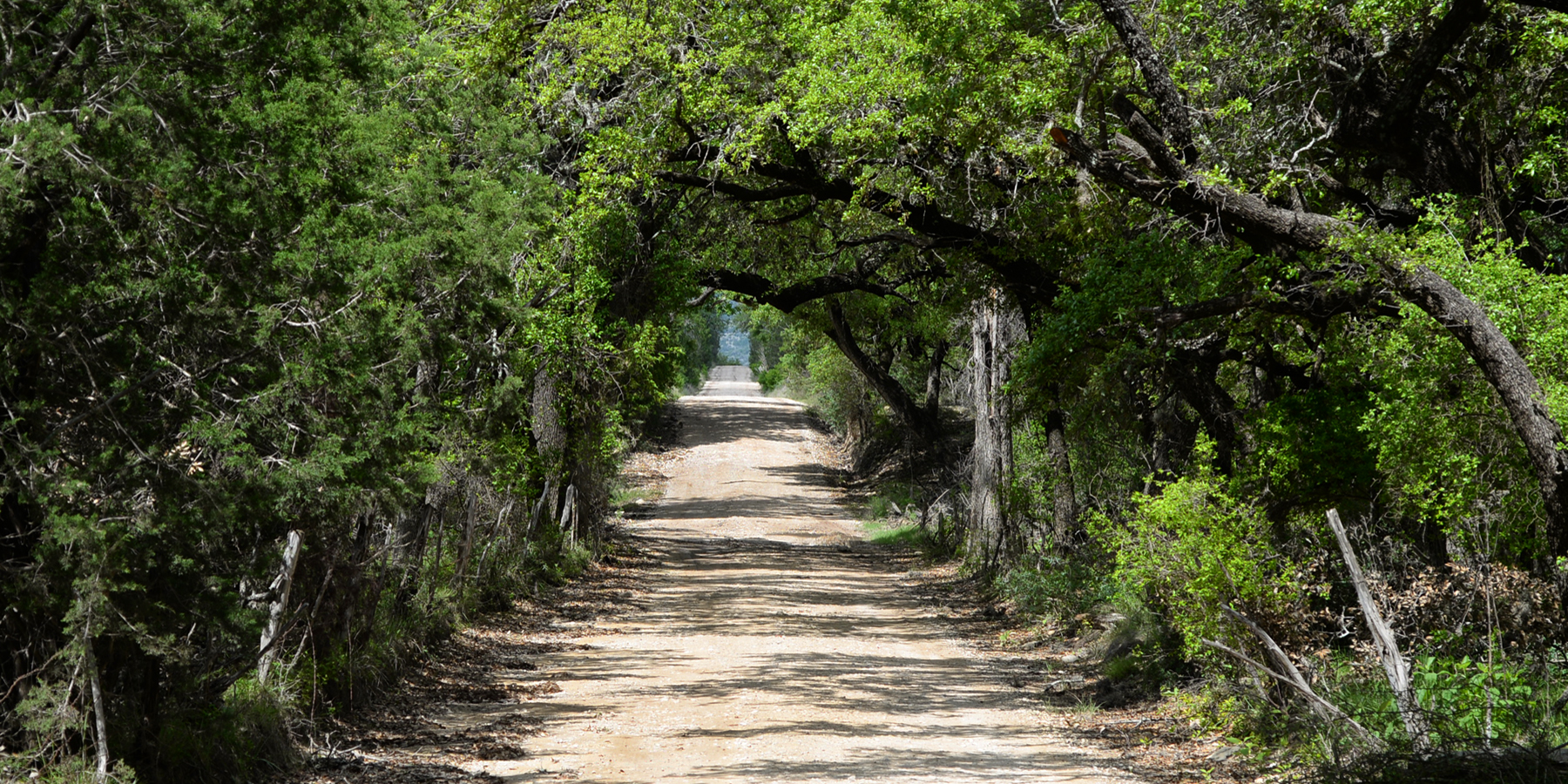
Дорога на півдні округу Едвардс
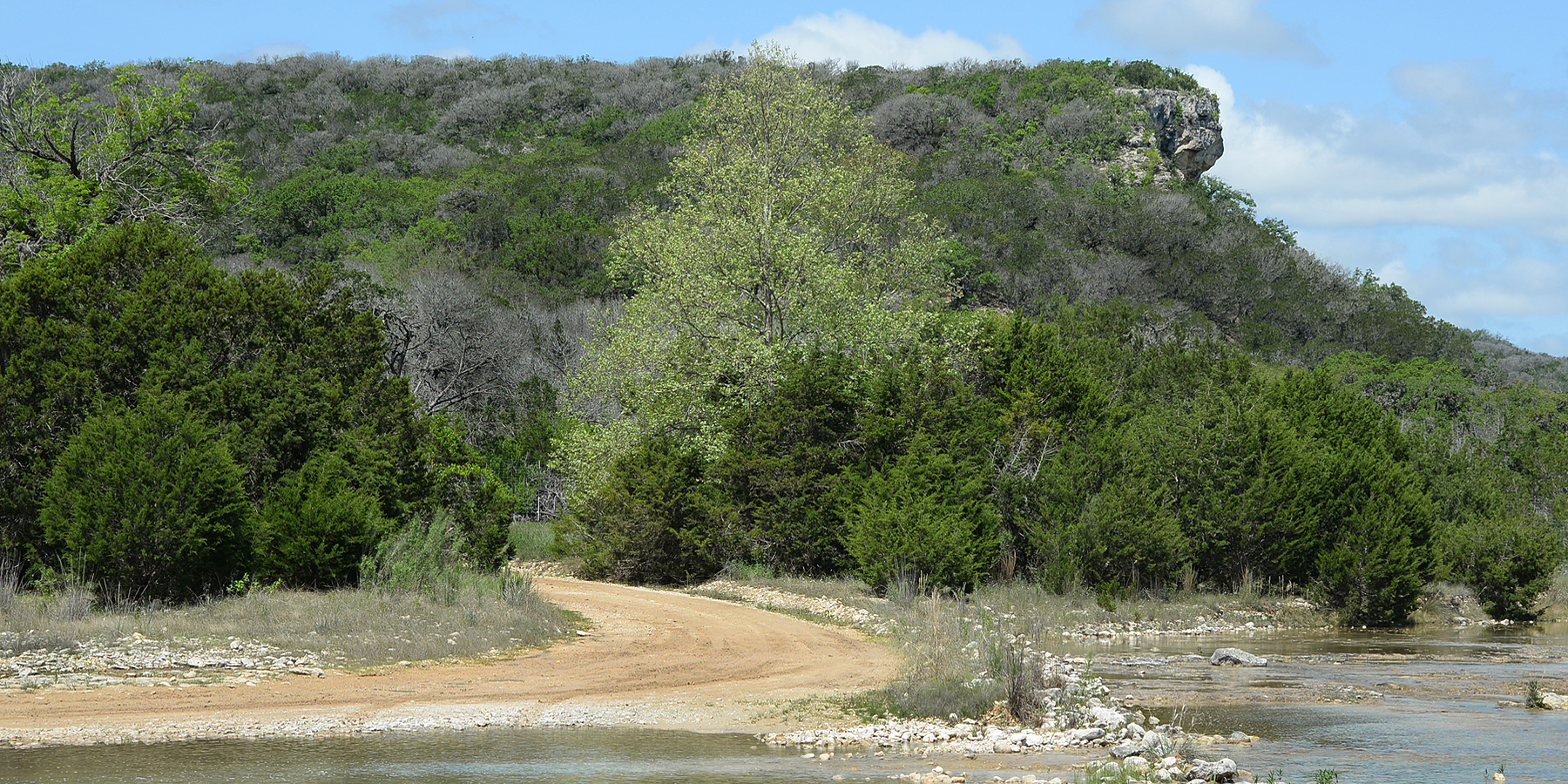
Річка Кедр-Крік в окрузі Едвардс